# Kielce
Kielce – miasto na prawach powiatu w południowo-wschodniej Polsce, stolica województwa świętokrzyskiego. Położone w Górach Świętokrzyskich, nad rzeką Silnicą, historycznie w Małopolsce. Centralny ośrodek aglomeracji kieleckiej, stanowi regionalne centrum gospodarcze, naukowe, kulturalne oraz wystawienniczo-targowe. W mieście mieszka 180 537 osób.
Kielce uzyskały lokację miejską przed 1259 rokiem. W ostatniej ćwierci XVI wieku położone były w powiecie chęcińskim województwa sandomierskiego, były własnością biskupstwa krakowskiego.
W latach 1841–1844 i 1867–1917 stolica guberni kieleckiej, natomiast w latach 1919–1939 i 1945–1998 stolica województwa kieleckiego.

## Położenie
Kielce położone są w Górach Świętokrzyskich. W obrębie miasta ulokowane są pasma Kadzielniańskie i Dymińskie. Kielce przecina niewielka rzeka Silnica, będąca lewostronnym dopływem Bobrzy. Na terenie miasta znajduje się szereg rezerwatów przyrody ożywionej i nieożywionej, m.in. Kadzielnia, Karczówka, Ślichowice, Wietrznia, Biesak-Białogon. Ponadto granice administracyjne miasta obejmują sporą część Chęcińsko-Kieleckiego Parku Krajobrazowego. Historycznie i kulturowo Kielce leżą w Małopolsce, w ziemi sandomierskiej. Charakterystyczną mową tego regionu jest tzw. gwara kielecka, którą posługują się mieszkańcy południowej i środkowej części regionu. Miasto charakteryzuje się znaczną różnicą poziomów – od 260 (dolina Silnicy) do 408 m n.p.m. (wzniesienie Telegraf).

## Historia

### Etymologia

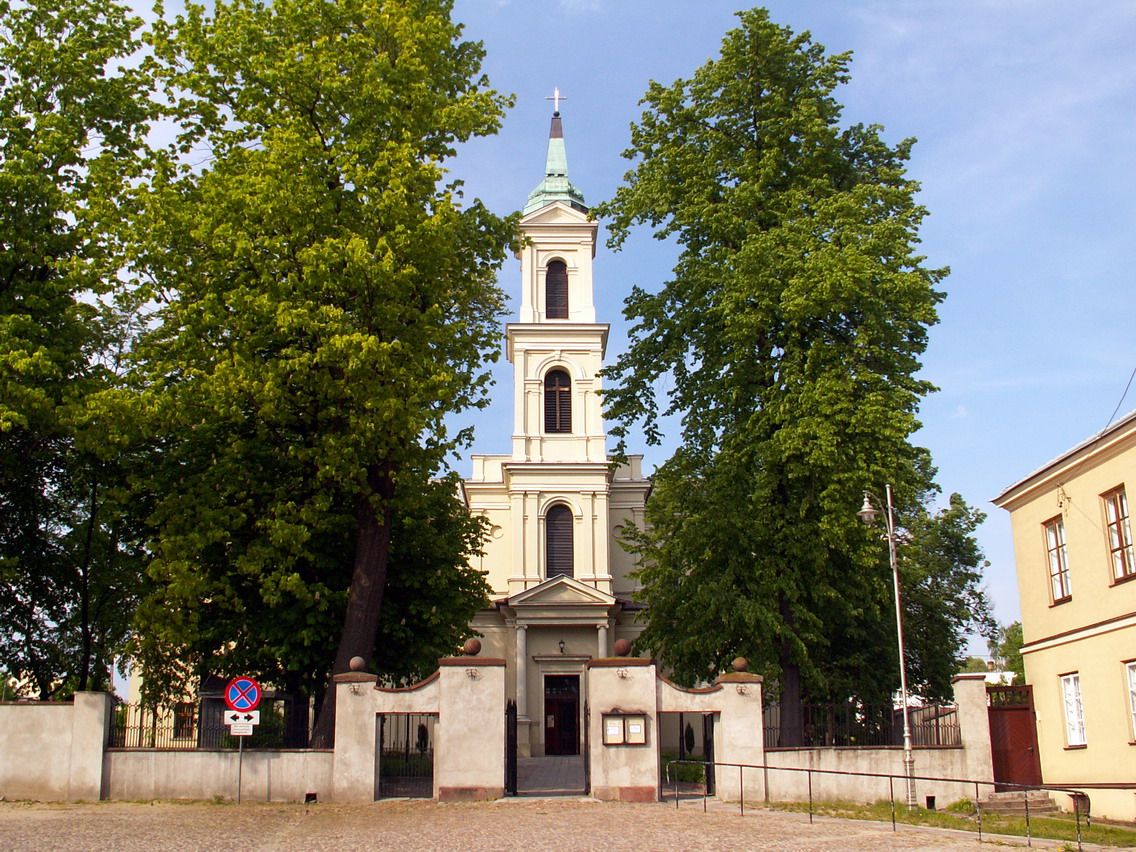
Kościół św. Wojciecha

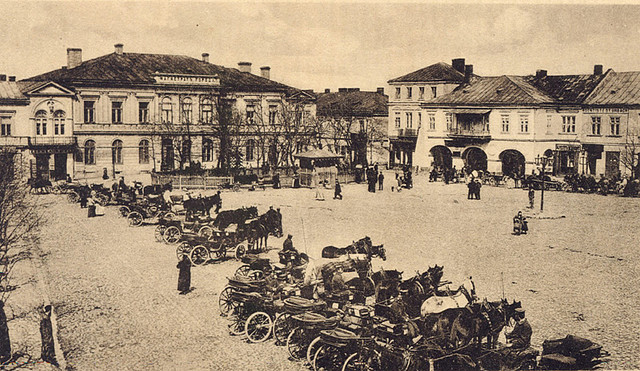
Kielecki rynek na początku XX w.

Józef Piłsudski ze swoim sztabem w Kielcach w 1914

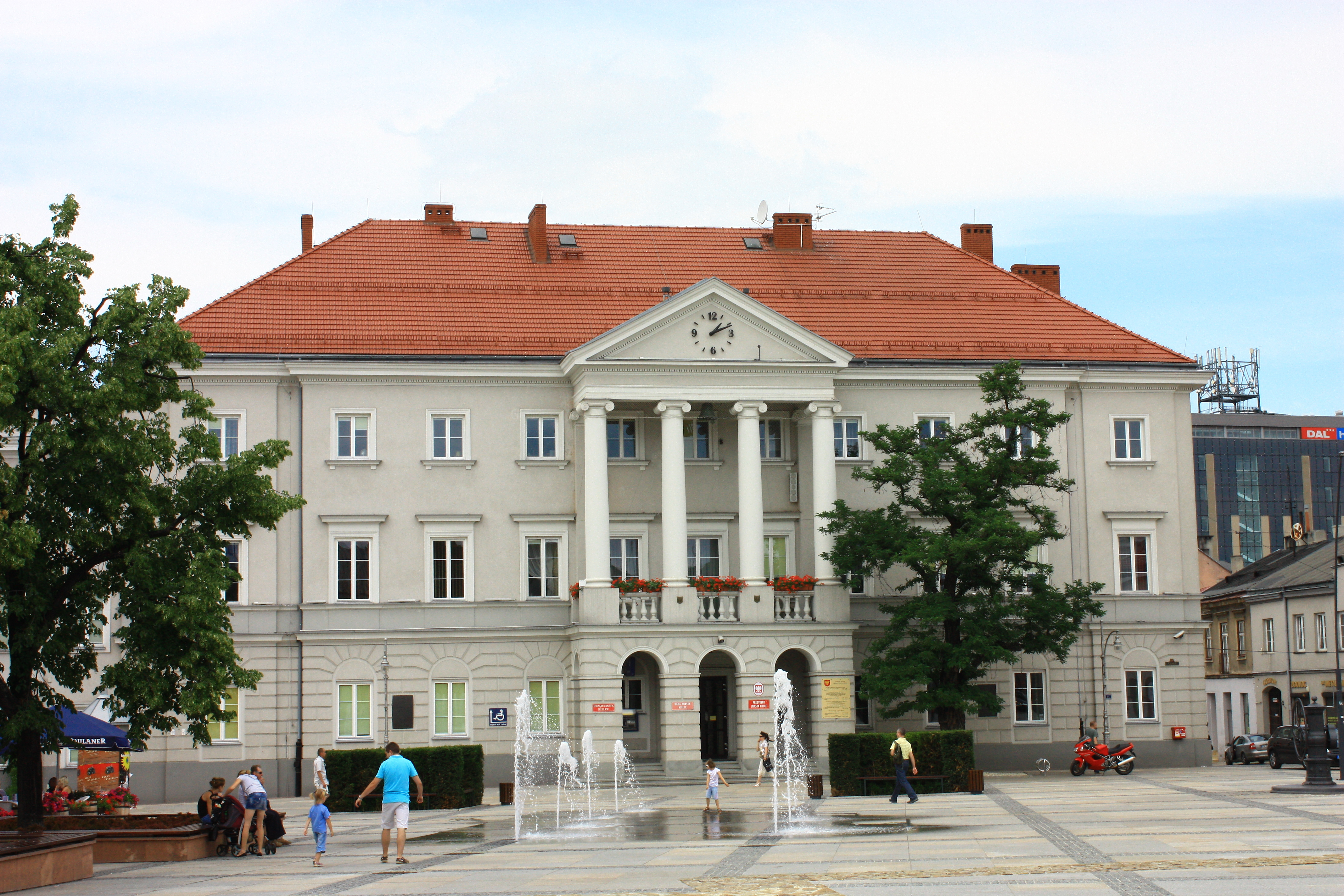
Ratusz (2012 r.)

Legenda wiąże powstanie Kielc z Mieszkiem, synem Bolesława Szczodrego. Przed ponad 900 laty w miejscu, gdzie dziś leży stolica województwa świętokrzyskiego, były nieprzebyte, pełne zwierzyny lasy, które przyciągały myśliwych. Polował tu także Mieszko. Kiedy w pogoni za zwierzyną zgubił swoich kompanów, wyjechał na nieznaną polanę i strudzony zasnął w trawie. Przyśniło mu się, że został napadnięty przez zbójców, a ci usiłują wlać mu do ust truciznę. Gdy zaczął już tracić siły, nagle objawił mu się św. Wojciech, uniósł pastorał i na ziemi nakreślił kręty szlak, który przemienił się w strumień wody. Mieszko obudził się, nieopodal ujrzał źródło. Woda w nim była smaczna, przejrzysta, taka jak we śnie. Poczuł przypływ nowych sił i szybko odnalazł swój orszak. Odjeżdżając z polany Mieszko zauważył ogromne, białe kły nieznanego zwierzęcia, być może dzika. Zapowiedział, że wybuduje tu gród z kościołem. Niedługo potem zbudowano w sercu puszczy osadę. Na polanie postawiono kościół pw. św. Wojciecha, a strumień, z którego woda przywróciła księciu siły, mianowano Silnicą. Osadę nazwano zaś Kiełce – na pamiątkę znalezionych tajemniczych kłów. Nazwa z biegiem czasu przekształciła się w Kielce.

Najbardziej prawdopodobna etymologiczna teoria wywodzi nazwę miasta od staropolskiego rzeczownika kielce (liczba mnoga od kielec) oznaczającego "kiełki roślinne" i odnosi się do bagnistego terenu na którym rosła ("kiełkowała") niskopienna wierzbina. 

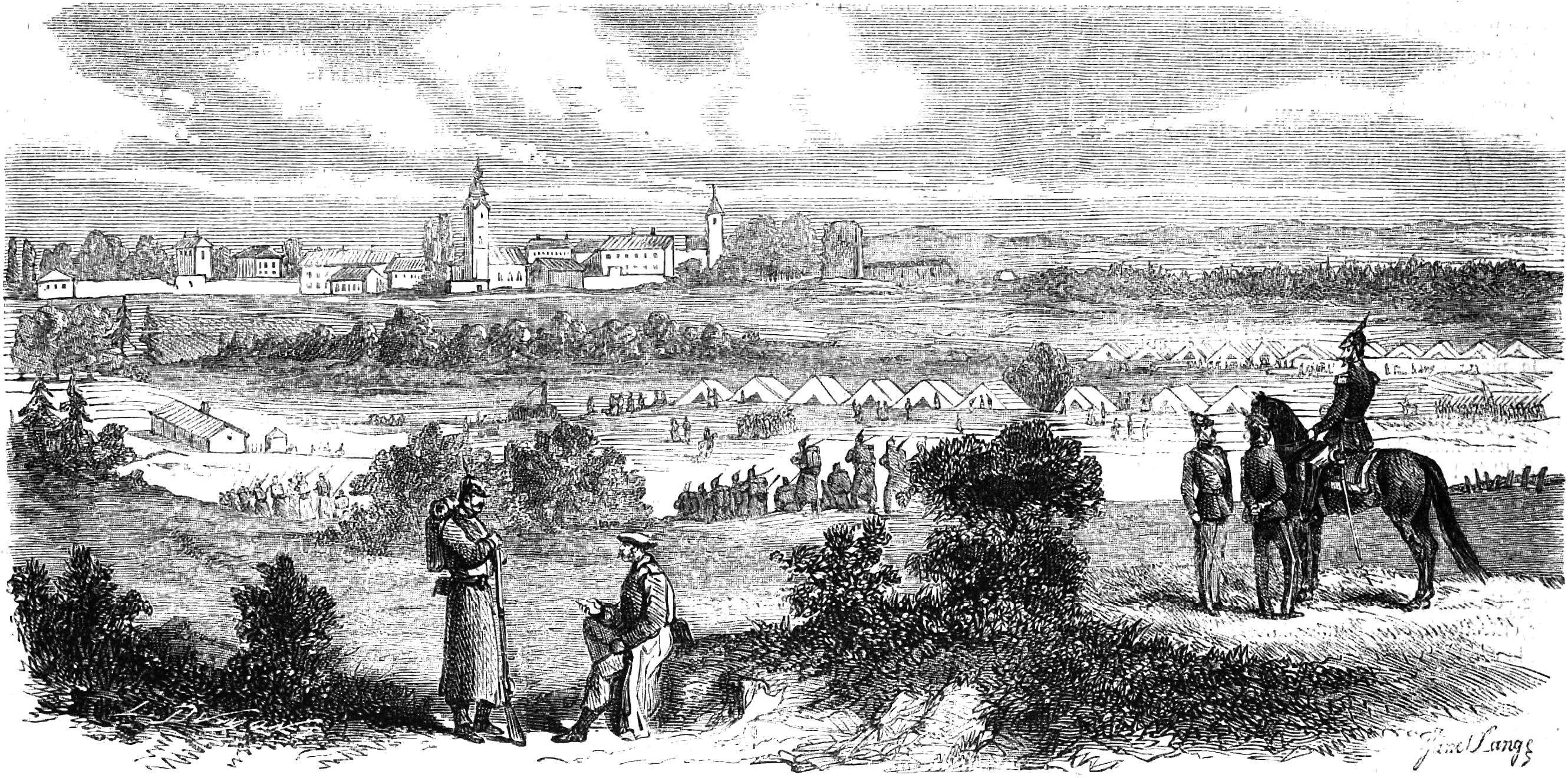
Obóz wojsk rosyjskich pod Kielcami w czasie powstania styczniowego w 1863 roku

### Kalendarium
- 1171 – powstanie kolegiaty pod wezwaniem Najświętszej Marii Panny
- 1364 – nadanie Kielcom prawa magdeburskiego
- 1496 – kardynał Fryderyk Jagiellończyk nadał Kielcom herb
- 1655 – zniszczenie miasta podczas potopu szwedzkiego
- 1661 – pobyt w Kielcach króla Jana II Kazimierza i jego dworu
- 1662 – okupacja miasta przez zbuntowane oddziały (ok. 12 tysięcy żołnierzy) Związku Święconego
- 27 lipca 1789 – przejście miasta na własność Rzeczypospolitej
- 1795 – w wyniku III rozbioru Polski Kielce znalazły się przejściowo w zaborze austriackim[7]
- 24 maja 1800 – groźny pożar strawił niemal wszystkie domy mieszkalne w centrum, spalił się także ratusz
- 1809 – włączenie miasta do Księstwa Warszawskiego
- 1815 – włączenie Kielc do Królestwa Polskiego będącego w składzie Imperium Rosyjskiego (zabór rosyjski)
- 1816 – powstanie w Kielcach, z inicjatywy ks. Stanisława Staszica, pierwszej polskiej publicznej wyższej uczelni technicznej[8] – Szkoły Akademiczno-Górniczej, z czasem przemienioną na rosyjską uczelnię przez zaborcę rosyjskiego
- 1818 – przeniesienie do Kielc stolicy województwa krakowskiego
- 1841 – utworzenie przez zaborcę rosyjskiego guberni kieleckiej ze stolicą w Kielcach
- 1844 – wykrycie spisku i aresztowanie ks. Piotra Ściegiennego przygotowującego powstanie przeciwko administracji rosyjskiej
- 1 stycznia 1845 – likwidacja guberni kieleckiej i włączenie jej w granice guberni radomskiej, Kielce przestały być miastem gubernialnym (ponownie były nim od 1867 roku)
- 1867 – przejęcie Kielc przez Rosję i ponowne utworzenie guberni kieleckiej ze stolicą w Kielcach, tym razem wydzielonej z części guberni radomskiej

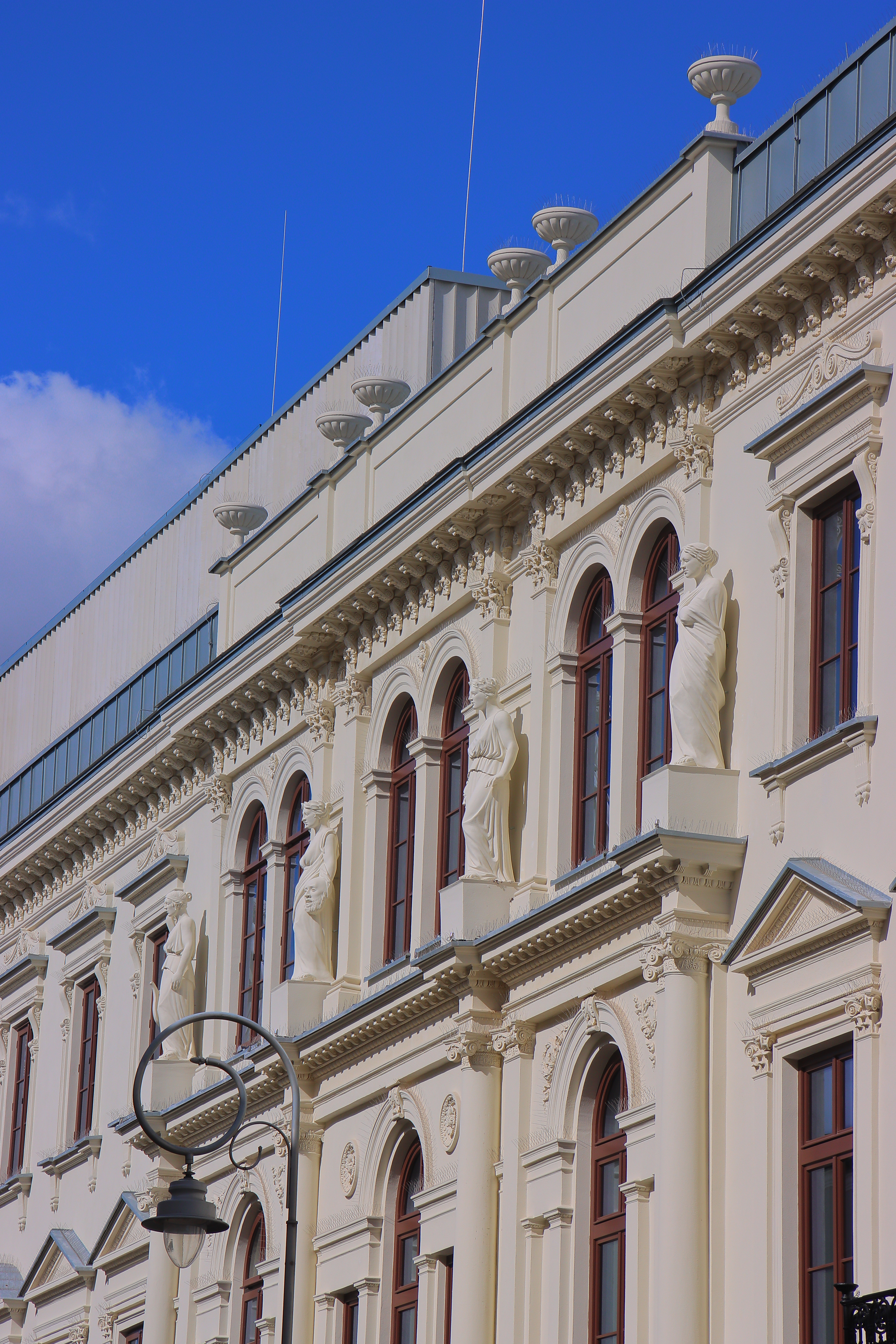
Teatr im. Stefana Żeromskiego

- Teatr im. Stefana Żeromskiego1870 – powstanie „Gazety Kieleckiej”
- 1885 – budowa linii kolejowej, przebiegającej przez Kielce z Dęblina (wówczas Iwangorodu) do Dąbrowy Górniczej
- 3 lutego 1905 – strajk szkolny uczniów gimnazjum męskiego i uczennic gimnazjum żeńskiego
- 3 lipca 1905 – doszło do krwawych starć Organizacji Bojowej PPS z rosyjskim wojskiem i policją. Ranne zostały cztery osoby, w tym dwie pochodzenia żydowskiego
- 2 września 1906 – w parku miejskim odsłonięto pomnik Stanisława Staszica, powstały z inicjatywy prezydenta Kielc Władysława Garbińskiego
- 13 października 1906 – ukazał się pierwszy numer tygodnika postępowo-demokratycznego „Echa Kieleckie”, redagowanego przez Leona Rygiera i jego żonę Zofię Nałkowską
- 12 sierpnia 1914 – I batalion (w składzie: Pierwsza Kompania Kadrowa, druga i trzecia kompania) wkroczył do Kielc.
- 30 sierpnia 1914 – Kapelan 1 Pułku Legionów Polskich Kosma Lenczowski, przed katedrą odprawił mszę polową, w której nie mogli uczestniczyć kieleccy księża diecezjalni powołujący się na zakaz biskupa Augustyna Łosińskiego.
- 5 września 1914 – zaprzysiężenie w Kielcach I Pułku Legionów Polskich pod dowództwem Józefa Piłsudskiego
- 11 listopada 1918 – pogrom antyżydowski, w wyniku którego zginęły 4 osoby a 250 zostało rannych[9]. Tłum wdziera się do budynku Teatru Miejskiego gdzie dochodzi do linczowania osób przybyłych na zebranie organizacji syjonistycznych mających zamiar podjąć uchwałę wyrażającą radość z odrodzenie państwa polskiego[10], Kielce częścią niepodległej Polski.
- 2 sierpnia 1919 – utworzenie województwa kieleckiego ze stolicą w Kielcach
- 4 i 5 września 1939 – bombardowanie miasta przez lotnictwo niemieckie, początek okupacji niemieckiej
- 5 kwietnia 1941 – utworzenie przez okupantów niemieckich getta
- 20–24 sierpnia 1942 – zagłada Żydów kieleckich – trzy masowe transporty do obozu zagłady w Treblince.
- 24 lutego 1943 – sekcja oddziału Gwardii Ludowej im. Ziemi Kieleckiej pod dowództwem Jerzego Piwowarka ps. „Jurek” obrzuca granatami kawiarnię niemiecką przy ul. Sienkiewicza. Ginie pięciu hitlerowców[11].
- 12 stycznia 1945 – początek ofensywy styczniowej i bitwy o Kielce
- 15 stycznia 1945 – zdobycie miasta przez oddziały: 3 Armii Gwardyjskiej, 13 Armii, 4 Armii Pancernej i 25 samodzielnego korpusu pancernego z 1 Frontu Ukraińskiego Armii Czerwonej[12].
- 5 sierpnia 1945 – rozbicie więzienia na ul. Zamkowej i uwolnienie kilkuset więźniów, przez zgrupowanie oddziałów poakowskich pod dow. kpt. „Szarego”[13].
- 4 lipca 1946 – pogrom Żydów zwany pogromem kieleckim.
- 1974 – przekształcenie Kielecko-Radomskiej Wyższej Szkoły Inżynieryjnej (powstałej w 1965 roku) w Politechnikę Świętokrzyską[14].
- 1991 – w ramach IV podróży apostolskiej do Polski, papież Jan Paweł II odwiedził Kielce[15].
- 14 września 1996 – premiera Hejnału Miasta Kielce autorstwa Karola Anbilda – wybitnego muzyka, długoletniego dyrygenta Filharmonii Kieleckiej[16].
- 1 stycznia 1999 – Kielce zostały stolicą województwa świętokrzyskiego.
- 2000 – Wyższą Szkołę Pedagogiczną (powstałą w 1973 roku) przekształcono w Akademię Świętokrzyską[17].
- 2006 – wysadzenie skoczni narciarskiej znajdującej się na Pierścienicy[18].
- 2008 – Akademię Świętokrzyską przekształcono w Uniwersytet Humanistyczno-Przyrodniczy Jana Kochanowskiego w Kielcach[19], który po 4 latach przekształcono w Uniwersytet Jana Kochanowskiego (UJK)[20].
- 12 czerwca 2016 – referendum w sprawie odwołania prezydenta miasta Kielce Wojciecha Lubawskiego (ostatecznie zbyt mała frekwencja[21]).
- 21 lutego 2019 – uchwała Rady Miasta Kielce doprowadza do zmiany herbu miasta i ustanowienia flagi miasta[22].
- 4 października 2024 – ogłoszenie zmiany lokalizacji dowództwa planowanej 8 Dywizji Piechoty Armii Krajowej z Nowego Miasta nad Pilicą na Kielce[23].

## Demografia

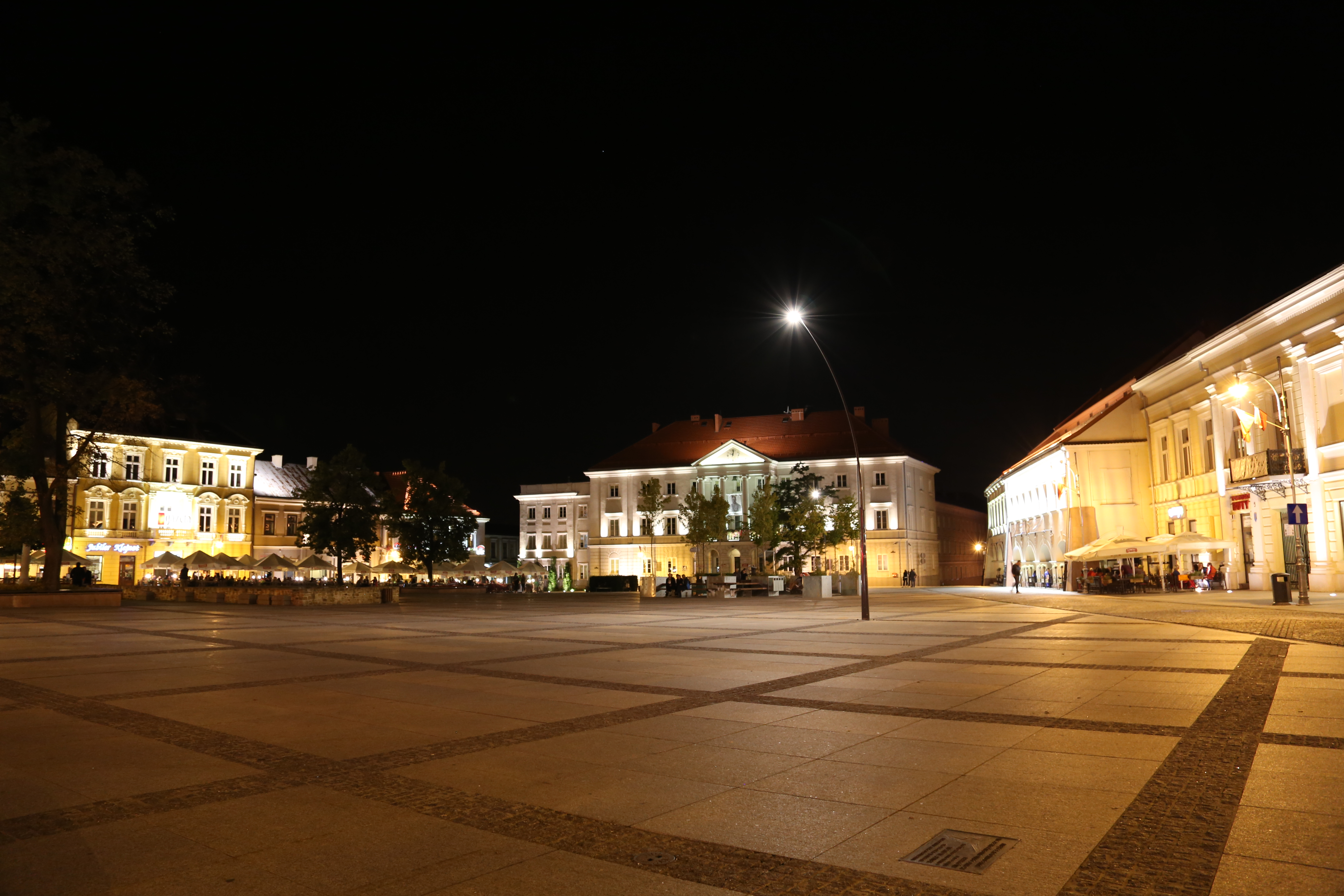
Rynek w Kielcach nocą

Według stanu na dzień 31 grudnia 2024 roku w Kielcach mieszka 180 537 osób.
Na koniec czerwca 2021 roku stopa bezrobocia wyniosła 5,5%.
Według danych z końca czerwca 2021 roku przeciętny dochód na mieszkańca wynosił 4798,67 zł brutto.
- Wykres liczby ludności Kielc na przestrzeni ostatnich 4 stuleci:

Największą populację Kielce odnotowały w 1991 roku – według danych GUS 215 005 mieszkańców
- Piramida wieku mieszkańców Kielc w 2014 roku[26].

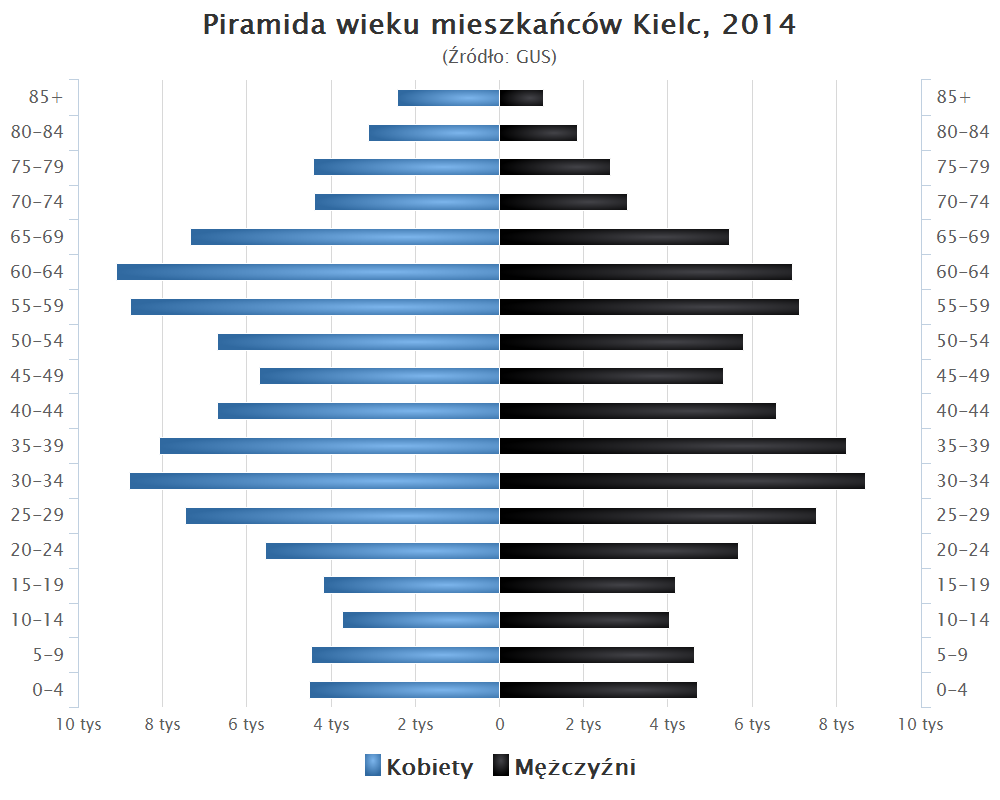

## Dzielnice i osiedla Kielc

Dzielnice i osiedla Kielc

Kielce nie posiadają jednolitego, usankcjonowanego ustawą podziału administracyjnego, stąd nie można jednoznacznie określić granic poszczególnych części miasta.
W skład miasta wchodzą m.in.: Baranówek, Barwinek, Białogon, Biesak, Bocianek, Bukówka, Cedro Mazur, Cegielnia, Centrum, Osiedle Chęcińskie, Czarnów, Dąbrowa, Dobromyśl, Domaszowice Wikaryjskie, Dyminy, Herby, Jagiellońskie, Karczówka, Łazy, Malików, Na Stoku, Nowy Folwark, Niewachlów I, Niewachlów II, Osiedle Jana Czarnockiego, Osiedle Jana Kochanowskiego, Ostra Górka, Pakosz, Panorama, Piaski, Pietraszki, Pod Dalnią, Podhale, Podkarczówka, Pod Telegrafem, Posłowice, Sady, Sandomierskie, Sieje, Sitkówka, Skrzetle, Słoneczne Wzgórze, Słowik, Szydłówek, Ślichowice, Osiedle Świętokrzyskie, Uroczysko, Wielkopole, Wietrznia, Zacisze, Zagórska Południe, Zagórska Północ, Zagórze, Zalesie oraz Osiedle Związkowiec.
Od 2018 roku wielokrotnie pojawiły się propozycje podzielenia miasta na jednostki pomocnicze pod różnymi nazwami (m.in. osiedla lub dzielnice), jednak żadna z prób nie zakończyła się powodzeniem.

## Administracja publiczna i wymiar sprawiedliwości

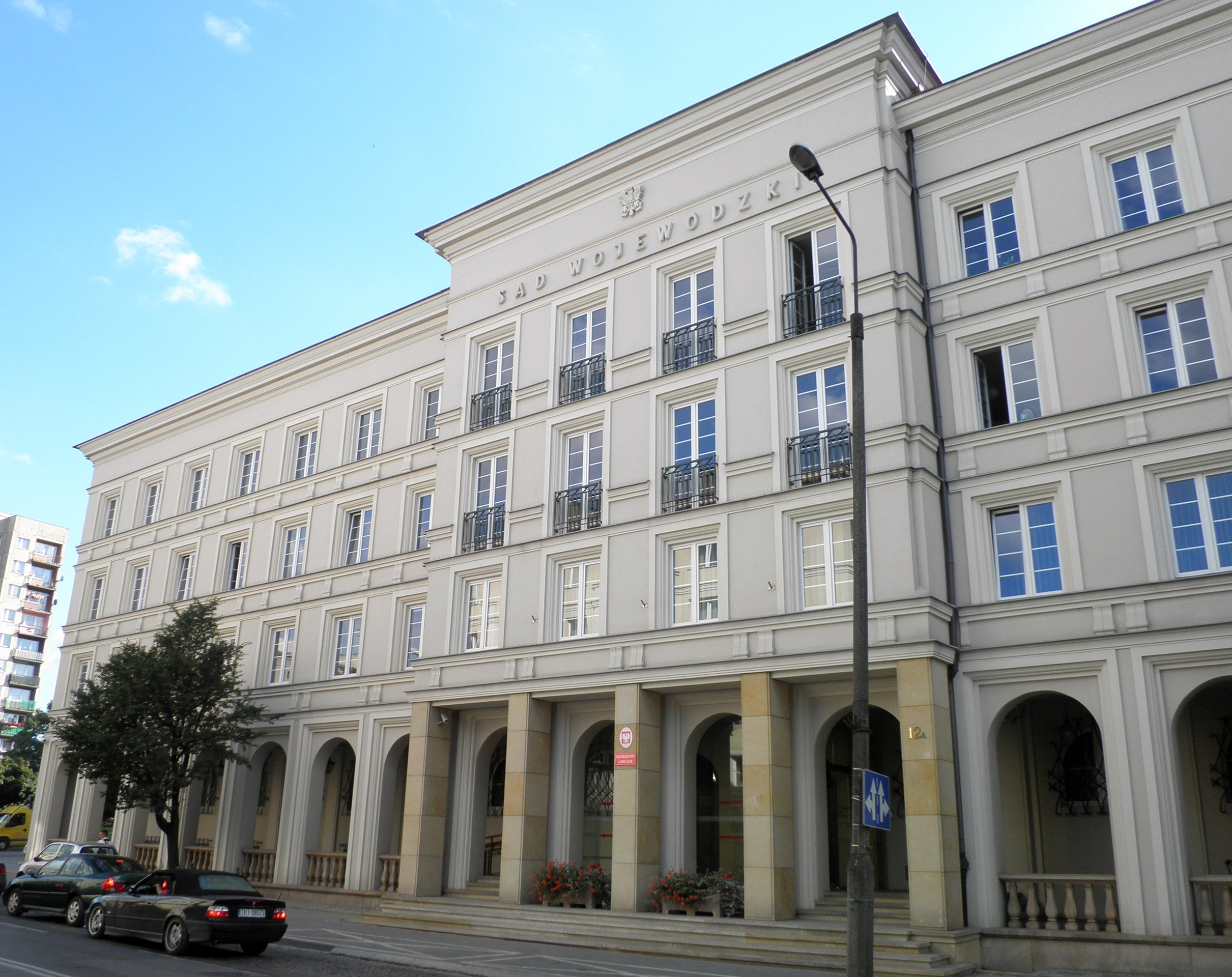
Sąd Okręgowy

Kielce są siedzibą władz powiatu kieleckiego oraz samorządowego województwa świętokrzyskiego.
W Kielcach urzęduje wojewoda świętokrzyski oraz organy administracji niezespolonej takie jak: naczelnik urzędu celno-skarbowego, dyrektor okręgowego urzędu górniczego, naczelnik obwodowego urzędu miar, dyrektor izby administracji skarbowej, naczelnicy pierwszego i drugiego urzędu skarbowego, dyrektor urzędu kontroli skarbowej, dyrektor urzędu statystycznego, szef wojskowego centrum rekrutacji. Mieści się tu również oddział Urzędu Dozoru Technicznego, delegatura Najwyższej Izby Kontroli, Izba Administracji Skarbowej, Wojewódzka Stacja Sanitarno- Epidemiologiczna, Wojewódzki Inspektorat Weterynarii, Wojewódzki Fundusz Ochrony Środowiska i Gospodarki Wodnej, Państwowe Gospodarstwo Wodne „Wody Polskie” – Zarząd Zlewni, Świętokrzyski oddział Narodowego Funduszu Zdrowia, Oddział Narodowego Banku Polskiego, Świętokrzyska Izba Lekarska, Okręgowa Izba Aptekarska, Delegatura Urzędu Komunikacji Elektronicznej, a także delegatura Ministerstwa Skarbu Państwa.
W Kielcach znajduje się sąd okręgowy (jednostką nadrzędną jest dla niego sąd apelacyjny w Krakowie) oraz sąd rejonowy wraz z jednostką powołaną do rozpoznawania spraw gospodarczych i upadłościowych. Od 1 lipca 2005 roku działa również znajdujący się przy ul. Prostej wojewódzki sąd administracyjny. Funkcjonuje prokuratura okręgowa (przy ulicy Mickiewicza) i dwie prokuratury rejonowe: Kielce-Wschód i Kielce-Zachód (obie znajdują się przy ulicy Sandomierskiej). W dzielnicy Piaski, przy ulicy Zagnańskiej znajduje się areszt śledczy.

W latach 2021–2023 miała miejsca budowa I etapu nowego kampusu laboratoryjnego Głównego Urzędu Miar w Kielcach, natomiast samo zezwolenie na użytkowanie uzyskano na początku 2024 roku.

## Zabytki
W Kielcach zabytki skupione są głównie wokół centralnej części miasta. Są to m.in.:
- Pałac Biskupów Krakowskich, wzniesiony w latach 1637–1641 przez Tomasza Poncino z inicjatywy biskupa Jakuba Zadzika. Przykład polskiej rezydencji z epoki dynastii Wazów. Pomimo licznych przekształceń dokonywanych w XIX w. przez rosyjskiego zaborcę, pałac zachował pierwotną bryłę, dekorację elewacji oraz oryginalny wystrój większości wnętrz. Od 1971 roku mieści się tu Muzeum Świętokrzyskie, natomiast od 1975 Muzeum Narodowe na tyłach którego znajduje się Ogród Włoski.
- Bazylika katedralna Wniebowzięcia NMP, wzniesiona w 1171 przez biskupa krakowskiego Gedeona, wielokrotnie przebudowywana w XVI, XVII i XIX wieku uzyskała wygląd wczesnobarokowej trójnawowej bazyliki.
- Kościół św. Wojciecha, powstał w miejscu najstarszej świątyni w Kielcach; jej początki sięgają X w; obecne zabudowania pochodzą z 1763 roku. Na placu przed kościołem zachowano fragment muru, przed którym hitlerowcy publicznie rozstrzelali w 1943 roku zakładników – żołnierzy Armii Krajowej.
- Kościół Trójcy Świętej, wybudowany w latach 1640–1644. Wyposażenie świątyni pochodzi głównie z XVIII wieku – barokowe i późnobarokowe ołtarze, ambona, trzykondygnacyjny chór oraz późnorenesansowa dekoracja stiukowa zdobiąca sklepienie kolebkowe z lunetami.
- Pałacyk Zielińskiego, w latach 1847–1858 był własnością Tomasza Zielińskiego, wielkiego orędownika kultury. Obecnie znajduje się tu Dom Środowisk Twórczych.
- Kościół i klasztor na wzgórzu Karczówka, zbudowany w latach 1624–1631, pierwotnie zasiedlony przez zakon bernardynów (rozwiązany przez władze carskie w 1864 roku). Od 1957 roku gospodarzami obiektu są pallotyni.
- Kościół garnizonowy, dawna cerkiew, wzniesiona w latach 1902–1904, wzorowana na soborze Izaakowskim w Petersburgu. W okresie międzywojennym świątynię odremontowano i przystosowano do liturgii rzymskokatolickiej, przeznaczając ją na kościół garnizonowy pw. Matki Boskiej Królowej Polski. Wyposażenie wnętrza pochodzi głównie z 1926 roku.
- Kościół ewangelicko-augsburski pw. Świętej Trójcy – jedna z nielicznych świątyń ekumenicznych w Polsce. Wybudowany w stylu klasycystycznym w 1837 roku. Posiada jednonawowy korpus i wieżę od strony północnej. Użytkowany przez wyznawców Kościoła Ewangelicko-Augsburskiego, Kościoła Polskokatolickiego i Kościoła Chrześcijan Wiary Ewangelicznej.
- Dworek Laszczyków, modrzewiowy dworek z 1788 roku, kryty łamanym gontem, z bielonymi ścianami i portykiem kolumnowym. Obecnie siedziba Muzeum Wsi Kieleckiej.
- Rynek, jego lokalizacja została wyznaczona jeszcze w średniowieczu. Zabudowa pochodzi głównie z XVIII i XIX w. Na skwerku przy Rynku znajduje się figura św. Tekli z 1765 roku.
- Ulica Henryka Sienkiewicza, wytyczona w latach 20. XIX w. jako ulica Konstantego, później ulica Pocztowa. Główna ulica miasta, wyłączona z ruchu kołowego. Znajduje się tu szereg zabytkowych budowli, m.in. hotele Wersal i Bristol, Teatr im. Stefana Żeromskiego, a także będący przykładem architektury secesyjnej budynek Banku Gospodarki Żywnościowej.
- Synagoga – wybudowana w 1902 roku.
- Cmentarz Stary, założony ok. 1800 roku, początkowo przeznaczony zarówno dla katolików, jak i dla ewangelików, prawosławnych i unitów. Znajdują się tu cenne nagrobki żeliwne i kamienne oraz kaplice z początku XIX w.
- Park miejski im. Stanisława Staszica, założony w 1830 roku na terenie istniejącego ogrodu z XVIII w.
- Dworek Karscha, wzniesiony w I połowie XIX w. przez rodzinę Stumpfów. W latach 1888–1890 miał w tym dworze swoją pracownię słynny malarz – Jan Styka.
- Kościół Świętego Krzyża, budowany od 1904 roku z przerwami, prace zakończyły się po 1945 roku, parafia powstała 13 czerwca 1913 roku.

Oprócz Śródmieścia, zabytki zlokalizowane są na Białogonie, Dąbrowie, Pakoszu, Bukówce i Zagórzu. Należą do nich:
- Kaplica NMP Matki Kościoła na kieleckiej Dąbrowie wzniesiona w 1866 roku.
- Cmentarz żydowski założony w 1868 roku.
- Zespół dawnych koszar 4. Pułku Piechoty Legionów „Bukówka” po zachodniej stronie ul. Wojska Polskiego na Bukówce.
- zespół kościoła parafialnego pw. Przemienienia Pańskiego zlokalizowany na Białogonie.
- Kościół Wniebowzięcia Najświętszej Maryi Panny w Kielcach znajdujący się na Zagórzu.

## Turystyka
Kielce są punktem początkowym:

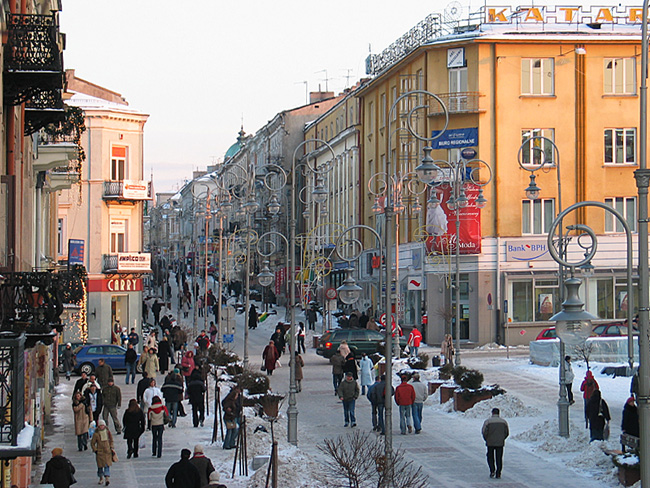
Ulica Sienkiewicza

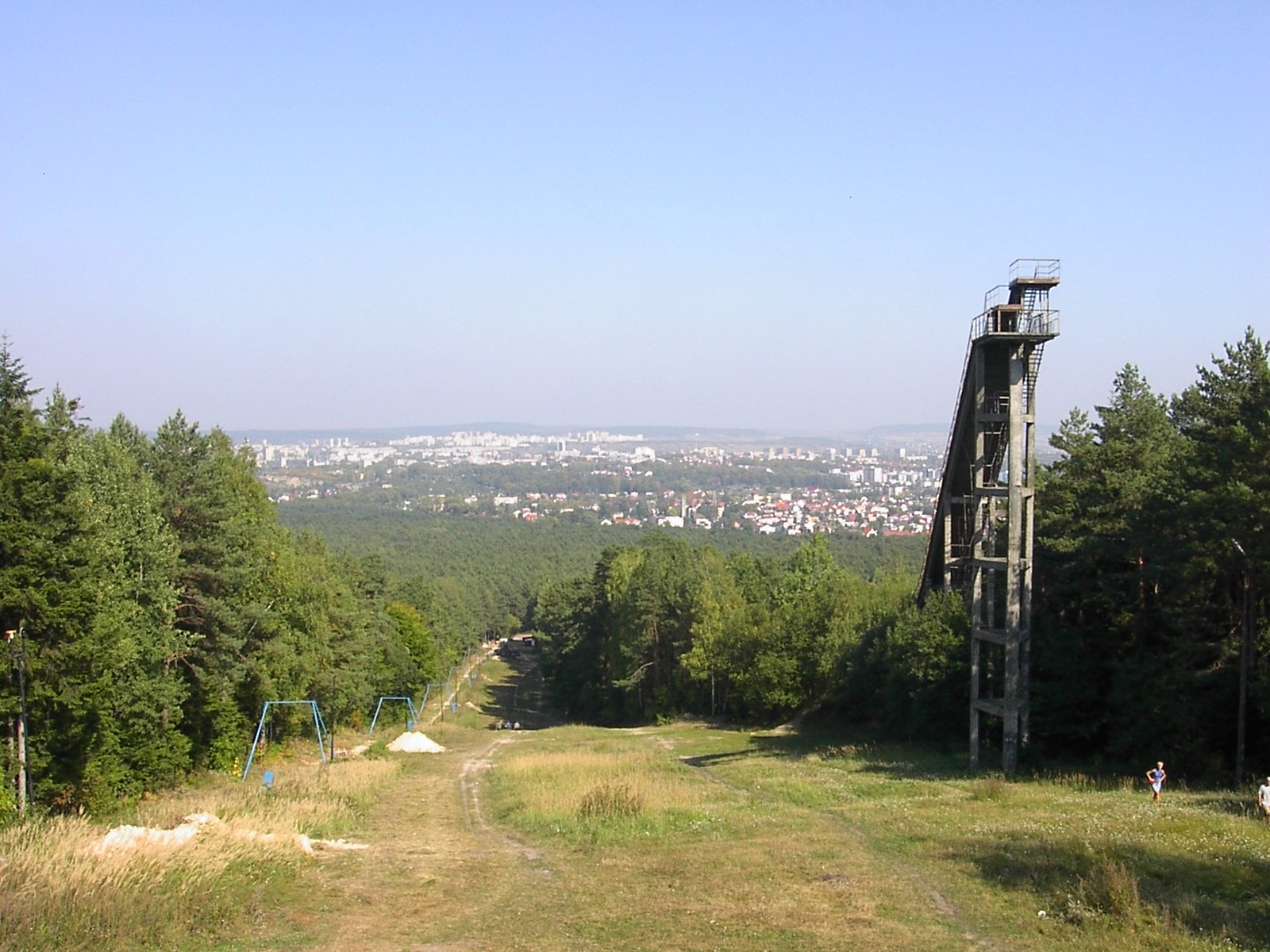
Panorama miasta z Pierścienicy, na pierwszym planie wyciąg narciarski i nieistniejąca już skocznia

- czerwonego szlaku turystycznego prowadzącego do Chęcin,
- czarnego szlaku rowerowego prowadzącego do Cedzyny[38],
- czerwonego szlaku rowerowego prowadzącego do Podzamcza Piekoszowskiego.

Na terenie miasta znajdują się:
- czerwony szlak miejski w Kielcach,
- niebieski szlak spacerowy Kielce, ul. Zamkowa – Stadion Leśny,
- zielony szlak spacerowy Kielce Słowik – rezerwat Biesak-Białogon,
- zielony szlak spacerowy Kielce, ul. Zamkowa – Bukówka,
- żółty szlak spacerowy wokół Kielc,
- czarny szlak turystyczny Kielce, ul. Szczepaniaka – Pierścienica,
- ścieżka rowerowa prowadząca przez centrum (od ul. Jesionowej, poprzez ul. Sienkiewicza aż na Stadion Leśny),
- czerwona ścieżka rowerowa prowadząca na Stadion Leśny (bardzo trudna),
- niebieska ścieżka rowerowa prowadząca na Stadion Leśny (nieco łatwiejsza),
- czerwona ścieżka rowerowa prowadząca na Telegraf (bardzo trudna),
- niebieska ścieżka rowerowa prowadząca na Telegraf (bardzo trudna).

Przez Kielce przechodzi  niebieski szlak turystyczny z Chęcin do Łagowa.
Na terenie dawnego kamieniołomu na Kadzielni znajduje się podziemna trasa turystyczna mająca ok. 140 metrów.
Ważną instytucją turystyczną jest Geonatura Kielce.

### Pomniki i tablice pamiątkowe
W Kielcach znajduje się ponad 250 pomników i tablic, nie licząc tych, które tworzą Aleję Sław.

### Przyroda
W granicach administracyjnych Kielc znajduje się część Chęcińsko-Kieleckiego Parku Krajobrazowego, Kielecki Obszar Chronionego Krajobrazu, a także 5 rezerwatów przyrody:
- Rezerwat przyrody Kadzielnia
- Rezerwat przyrody Biesak-Białogon
- Rezerwat przyrody Karczówka
- Rezerwat przyrody Ślichowice im. Jana Czarnockiego
- Rezerwat przyrody Wietrznia im. Zbigniewa Rubinowskiego

## Bezpieczeństwo publiczne
W Kielcach znajduje się centrum powiadamiania ratunkowego, które obsługuje zgłoszenia alarmowe kierowane do numerów alarmowych 112, 997, 998 i 999.

### Policja i Straż Miejska
W Kielcach znajduje się Miejska i Wojewódzka Komenda Policji, 4 Komisariaty Policji oraz Komenda Straży Miejskiej.

### Straż Pożarna
W Kielcach znajduje się Wojewódzka i Miejska Komenda Państwowej Straży Pożarnej, 3 Jednostki Ratowniczo Gaśnicze oraz jedna Ochotniczej Straży Pożarnej.

### Opieka zdrowotna

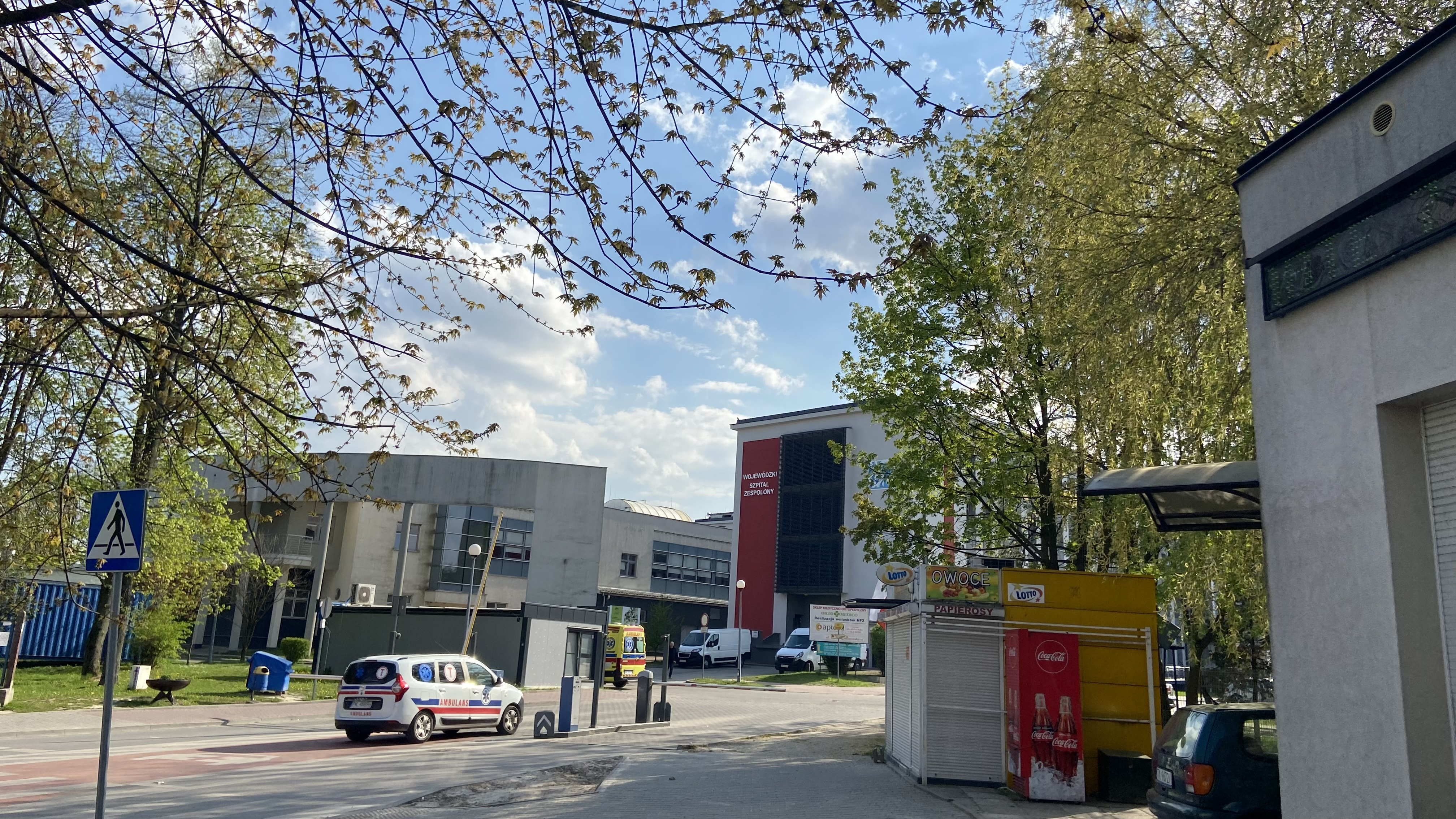
Wjazd do Wojewódzkiego Szpitala Zespolonego od ul. Grunwaldzkiej

Kielce posiadają pięć publicznych szpitali:
- Wojewódzki Szpital Zespolony w Kielcach[42];
- Świętokrzyskie Centrum Psychiatrii w Morawicy k. Kielc[43] (wraz z oddziałem przy kieleckiej ul. Kusocińskiego[44]);
- Szpital MSWiA w Kielcach[45];
- Świętokrzyskie Centrum Onkologii w Kielcach[46];
- Wojewódzki Szpital Specjalistyczny w Czerwonej Górze k. Kielc[47].

W mieście znajdują się też dwie prywatne kliniki lekarskie:
- Szpital Kielecki[48];
- Świętokrzyskie Centrum Matki i Noworodka w Kielcach[49].

## Gospodarka
Podstawą rozwoju gospodarczego miasta była – począwszy od XV wieku – eksploatacja i przetwórstwo surowców mineralnych: rud żelaza, miedzi i ołowiu oraz marmurów i piaskowców. Po 1945 nastąpił rozwój przemysłu metalowego i maszynowego, powstały Zakłady Urządzeń Chemicznych Armatury Przemysłowej „Chemar” oraz Fabryka Łożysk Tocznych „Iskra”. Dziś rozwija się tu m.in. przemysł budowlany, materiałów budowlanych, elektromaszynowy, a także spożywczy i przetwórczy. W Kielcach swoje siedziby mają m.in. Cersanit, Barlinek, Opoczno, Echo Investment, North Fish, Kolporter, Formaster S.A. Znajdują się tu także zakłady produkcyjne WSP Społem (producent Majonezu Kieleckiego), Kerry Polska, Vive Textile Recycling Sp zoo, Womar, Iskra, Chemar, DS Smith oraz SHL (znana głównie z produkcji motocykli starszej generacji). Targi Kielce są obecnie wiceliderem rynku targowego w Polsce. Od 2006 roku istnieje Kielecki Park Technologiczny, który przyciąga wiele innowacyjnych start-upów i inwestorów. W miejscowości działało Państwowe Gospodarstwo Rybackie Kielce. W 2024 roku utworzony został Kielecki Park Przemysłowy w ramach SSE "Starachowice" zlokalizowany w miejscu dawnego Browaru Belgia.

### Handel
W XXI wieku w Kielcach powstały trzy duże galerie handlowe: Pasaż Świętokrzyski, Galeria Echo oraz Galeria Korona. Wyremontowany został także główny deptak miasta: ulica Sienkiewicza, na której znajduje się kilka domów handlowych, oraz wiele mniejszych sklepów, butików i lokali usługowych. Oprócz centrów handlowych, w mieście funkcjonują 2 targowiska miejskie – w narożniku ulic Seminaryjskiej i Tarnowskiej (tzw. bazary) oraz przy ulicy Piekoszowskiej (w latach 2007–2023 przy ulicy Mielczarskiego), a także kilka mniejszych targowisk położonych przy niektórych osiedlach mieszkaniowych.

## Transport

### Drogowy
Sieć drogowa na terenie miasta składa się z dróg ekspresowych, dróg krajowych, wojewódzkich, powiatowych, gminnych i wewnętrznych. Wszystkimi drogami publicznymi (poza drogami klasy S) zarządza Miejski Zarząd Dróg w Kielcach, którego dyrektorem jest Karol Nowakowski. Kielce stanowią węzeł komunikacyjny, przez miasto przebiegają trzy drogi międzynarodowe i krajowe:
- 7 S7 Gdańsk – Elbląg – Warszawa – Radom – Kielce (zachodnia obwodnica miasta) – Kraków – Chyżne;
- 73 Wiśniówka – Kielce (w ciągu ulic: Radomska – al. Solidarności – Źródłowa – Tarnowska – al. ks. J. Popiełuszki – ks. P. Ściegiennego) – Busko-Zdrój – Tarnów – Pilzno – Jasło;
- 74 S74 Wieluń – Piotrków Trybunalski – Sulejów – Kielce (w ciągu ulic: Łódzka – Jesionowa – Świętokrzyska) – Opatów – Szczebrzeszyn – Zamość – granica polsko-ukraińska (przejście graniczne w Zosinie).

Na terenie miasta znajduje się 5 dróg wojewódzkich:
- droga wojewódzka nr 745 Kielce (Dąbrowa) – Masłów Pierwszy – Radlin;
- droga wojewódzka nr 761 Kielce (Białogon) – Piekoszów;
- droga wojewódzka nr 762 Kielce (Dąbrowa) – Chęciny – Małogoszcz;
- droga wojewódzka nr 764 Kielce – Raków – Staszów – Połaniec – Tuszów Narodowy;
- droga wojewódzka nr 786 Kielce – Ruda Strawczyńska – Łopuszno – Włoszczowa – Koniecpol – Święta Anna – Częstochowa.

Łączna długość sieci drogowo-ulicznej na terenie miasta wynosi 410,73 km i obejmuje:
- drogi krajowe przebiegające przez 9 ulic o łącznej długości 22,39 km;
- drogi wojewódzkie przebiegające przez 18 ulic o łącznej długości 29,27 km;
- drogi powiatowe, w skład których wchodzi 115 ulic o łącznej długości 108,7 km;
- drogi gminne obejmujące 474 ulice o łącznej długości 233,5 km;
- drogi wewnętrzne, położone na gruntach będących własnością gminy Kielce, w skład których wchodzi 69 ulic o łącznej długości 19,6 km (położone są głównie na terenie osiedli mieszkaniowych)[63].

Nawierzchnię twardą ulepszoną (bitumiczną, betonową, z kostki prefabrykowanej) posiada 220,6 km dróg (57,5% wszystkich dróg) – drogi krajowe i wojewódzkie oraz część dróg powiatowych i gminnych. Nawierzchnię twardą nieulepszoną (tłuczniową, żużlową itp.) posiada 32,4 km dróg (8,4% wszystkich dróg). Nawierzchnię gruntową posiada 131 km dróg. (34,1% wszystkich dróg). Na terenie miasta funkcjonuje około 60 ulic nie zakwalifikowanych do żadnej z powyższych kategorii.
W Rankingu Miast Przyjaznych Kierowcom 2024, przygotowanym przez Oponeo.pl i Yanosik, Kielce zajęły 8. miejsce, spadając o dwie pozycje w porównaniu z rokiem poprzednim. Miasto wyróżnia się korzystnymi warunkami w strefie płatnego parkowania – niskimi opłatami, szerokim wyborem abonamentów oraz krótkimi godzinami obowiązywania opłat (tylko w dni robocze od 9:00 do 17:00). Bezpieczeństwo na drogach również jest mocną stroną Kielc, z relatywnie niską liczbą kolizji. Do słabszych stron zalicza się jednak niska średnia prędkość jazdy (26 km/h w centrum, 38 km/h poza centrum) oraz brak oferty wynajmu aut na minuty. Miasto również słabo wypada pod względem infrastruktury dla samochodów elektrycznych.

### Kolejowy

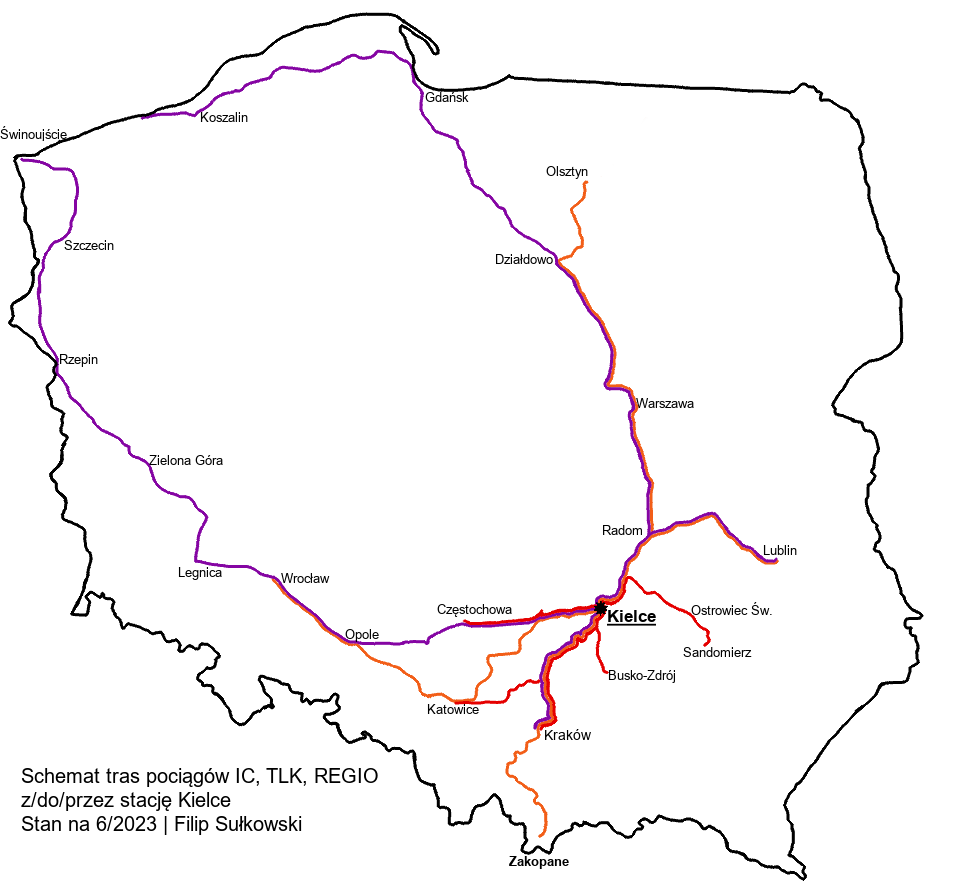
Schemat tras pociągów IC, TLK, REGIO ze stacji Kielce Główne (2023)

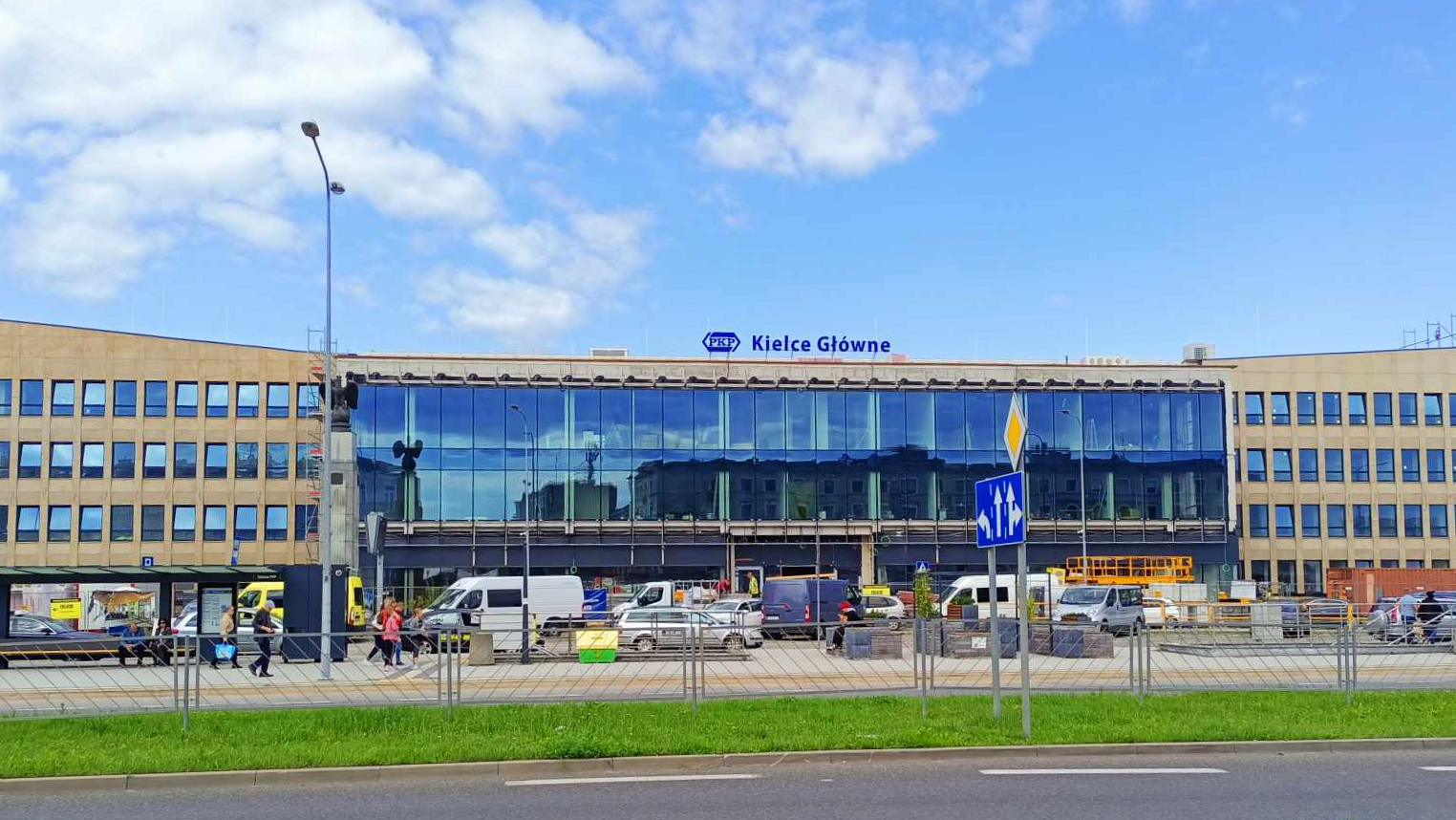
Dworzec Kielce Główne w trakcie przebudowy

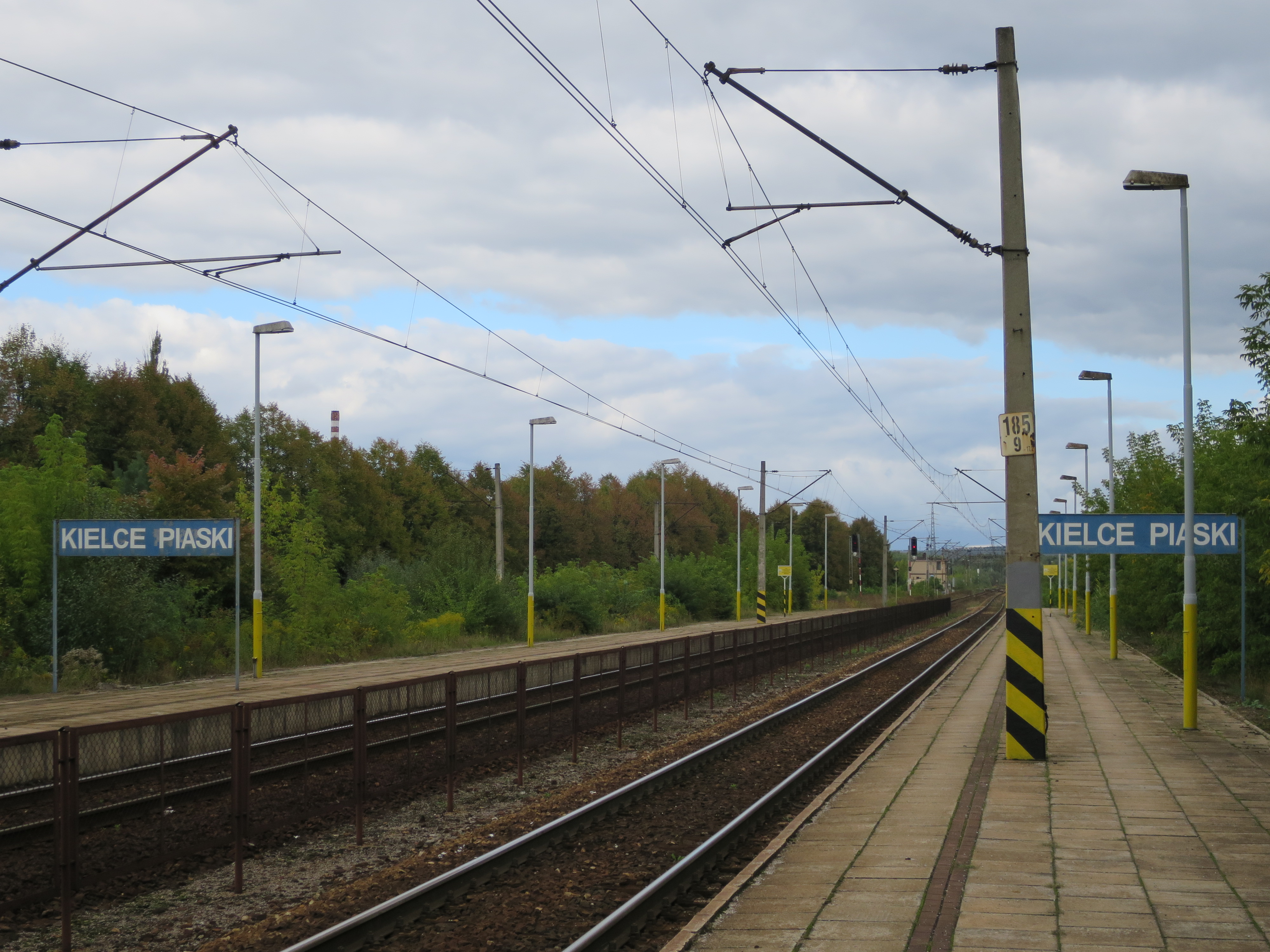
Przystanek kolejowy Kielce Piaski (2015)

Transport kolejowy jest obecny w Kielcach od 1885 roku, kiedy to ukończono budowę linii łączącej Iwanogród (Dęblin) z Dąbrową Górniczą, przebiegającej przez obecne centrum miasta. Obecnie Kielce stanowią skrzyżowanie linii kolejowych łączących Warszawę, Kraków i Częstochowę:
- linia kolejowa nr 8 Warszawa – Warka – Radom – Skarżysko-Kamienna – Kielce – Kraków;
- linia kolejowa nr 61 Kielce – Małogoszcz – Włoszczowa – Częstochowa – Lubliniec – Fosowskie (kolej lubliniecko-kielecka).

W granicach administracyjnych miasta znajdują się stacje kolejowe: dworzec kolejowy Kielce Główne, Kielce Białogon i Kielce Herbskie, a także przystanki: Kielce Ślichowice (stanowiący część stacji Kielce Herbskie), Kielce Słowik oraz Kielce Piaski z leżącym tuż obok posterunkiem odgałęźnym Piaski. Przez teren miasta przebiegają także dwie łącznice kolejowe:
- łącznica kolejowa nr 567 Piaski – Kielce Herbskie;
- łącznica kolejowa nr 568 Sitkówka Nowiny – Szczukowice.

W planach jest budowa nowej linii kolejowej tzw. "szprychy nr 7" do Centralnego Portu Komunikacyjnego, która swój bieg będzie miała od Nowego Sącza przez Tarnów, Busko-Zdrój, Kielce, Opoczno do CPK. Planowana jest również budowa dwóch nowych przystanków kolejowych: pod wiaduktem w ciągu ul. Kornela Morawieckiego oraz na wysokości os. Podkarczówka, a także przesunięcie stacji Kielce Białogon w kierunku wschodnim.
Dojazd do stacji Kielce Główne możliwy jest z niektórych większych miast w Polsce. Bezpośredni dojazd mają mieszkańcy m.in. Gdańska, Lublina, Warszawy, Częstochowy, Katowic, Koszalina, Krakowa, Wrocławia, Olsztyna, Gdyni, Opola, Białegostoku czy Łodzi.

### Lotniczy
Cywilne lotnisko sportowe Kielce-Masłów, posiadające drogę startową o długości 1155 m, może przyjmować samoloty do 20 pasażerów. Rozmowy pomiędzy władzami województwa a prywatną firmą lotniczą na temat uruchomienia regularnych połączeń zakończyły się fiaskiem.
W 2006 r. zapadła decyzja o lokalizacji nowego portu lotniczego na terenach Obic i Grabowca w gminach Morawica i Chmielnik. W 2012 wykonano pierwsze prace budowlane, polegające na przebudowie napowietrznej linii elektroenergetycznej. Jednakże z końcem 2013 wygasła wydana przez Urząd Lotnictwa Cywilnego promesa zezwalająca na założenie lotniska cywilnego w Obicach. Kilka miesięcy wcześniej Generalna Dyrekcja Ochrony Środowiska uchyliła decyzję środowiskową. Do maja 2014 roku na planowaną inwestycję przeznaczono ponad 31 mln zł. Po przejęciu władzy przez nowego prezydenta Kielc, zaniechano plany budowy portu lotniczego. Obecnie istnieją zamiary przekształcenia terenów, na których port miał powstać, w przestrzeń inwestycyjną.
Najbliższe międzynarodowe lotniska znajdują się w Radomiu-Sadkowie, Krakowie-Balicach, Katowicach-Pyrzowicach, Warszawie-Okęciu, Łodzi-Lublinku, Rzeszowie-Jasionce oraz Lublinie-Świdniku.
W 2011 roku oddano do użytku sanitarne lądowisko przy ul. Grunwaldzkiej, które zostało tymczasowo zlikwidowane na czas budowy nowego bloku operacyjnego. Po zakończeniu prac lądowisko będzie znajdować się na dachu budynku. Ponadto, w 2018 roku na dachu Szpitala Kieleckiego przy ul. Kościuszki.

### Publiczny transport zbiorowy

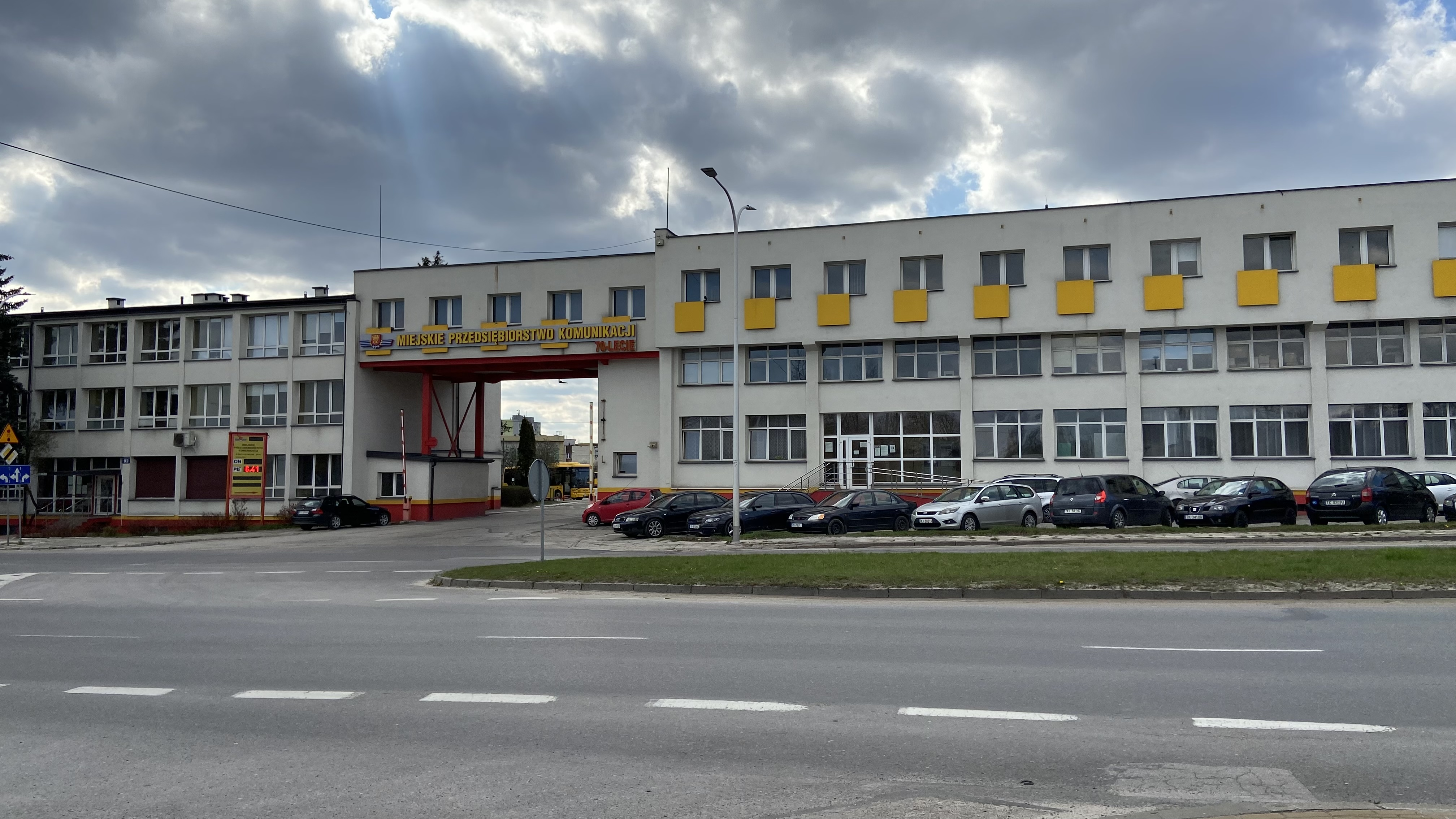
Główny wjazd do zajezdni przy ul. Jagiellońskiej, która jest również siedzibą MPK

Komunikacji miejska w Kielcach funkcjonuje od 22 lipca 1951 roku, gdy powstał Wydział, a następnie Zakład Komunikacji Miejskiej w ramach Miejskiego Przedsiębiorstwa Gospodarki Komunalnej w Kielcach. W 2007 roku ówczesny Miejski Zakład Komunikacyjny stał się spółką pracowniczą i zmienił nazwę na Miejskie Przedsiębiorstwo Komunikacji.
W 2003 roku, w formie zakładu budżetowego gminy Kielce, powstał Zarząd Transportu Miejskiego z siedzibą przy ul. Głowackiego 4. Organ zarządza i nadzoruje komunikację miejską w imieniu miasta Kielce (tworzy rozkłady, nakłada kary na przewoźnika itp.). Dyrektorem ZTM jest Barbara Damian. Przewoźnikami są: Miejskie Przedsiębiorstwo Komunikacji, z siedzibą i bazą przy ul. Jagiellońskiej 92 oraz BP Tour oddział Kielce posiadający bazę przy ul. Ściegiennego 264.
W latach 2004–2009 liczba pasażerów kieleckiej komunikacji miejskiej spadła z 33,9 mln do 30,3 mln. W następnych czterech latach zaczęła rosnąć, osiągając w 2013 poziom 35,1 mln osób. Dalszy wzrost został zahamowany pandemią koronawirusa, po której liczba pasażerów sukcesywnie rosła osiągając w roku 2023 co najmniej 38 mln, a w 2024 prawie 39 mln.
Główny powód wzrostu do 2013 roku stanowiły: zakup 40 autobusów i utworzenie 13 nowych linii komunikacyjnych, zakup Systemu Informacji Pasażerskiej oraz wprowadzenie systemu Kieleckiej Karty Miejskiej, natomiast po pandemii m.in. zmiany taryfowe umożliwiających wykorzystywanie biletu jednorazowego jako biletu godzinnego, a także utworzenie biletów semestralnych dla uczniów i studentów oraz wprowadzenie zniżek dla osób rozliczających się z podatków na terenie miasta. Od 1 lutego 2018 roku na liniach 34, 46, 50, 51 i 54 kursują autobusy hybrydowe (oznaczane numerami seryjnymi 5xxx dla zwykłych i 6xxx dla przegubowych).
Do 31 sierpnia 2023 roku jedynym przewoźnikiem w Kielcach było MPK, natomiast od 1 września drugim przewoźnikiem zostało BP Tour.
Obecnie kursują 55 linii autobusowych, wśród których są dwie linie nocne (N1 i N2), dwie linie "cmentarne" uruchamiane w weekendy (F i Z), linie sezonowe 16 i T, dwie linie bezpłatne kursujące w centrum miasta (0W i 0Z) oraz trzy linie dowozowe na mecze Korony Kielce (S1-S3).

Kilkukrotnie, w latach 30. i 80. XX wieku oraz na początku XXI wieku, planowano budowę linii tramwajowej w Kielcach.

### Komunikacja międzymiastowa

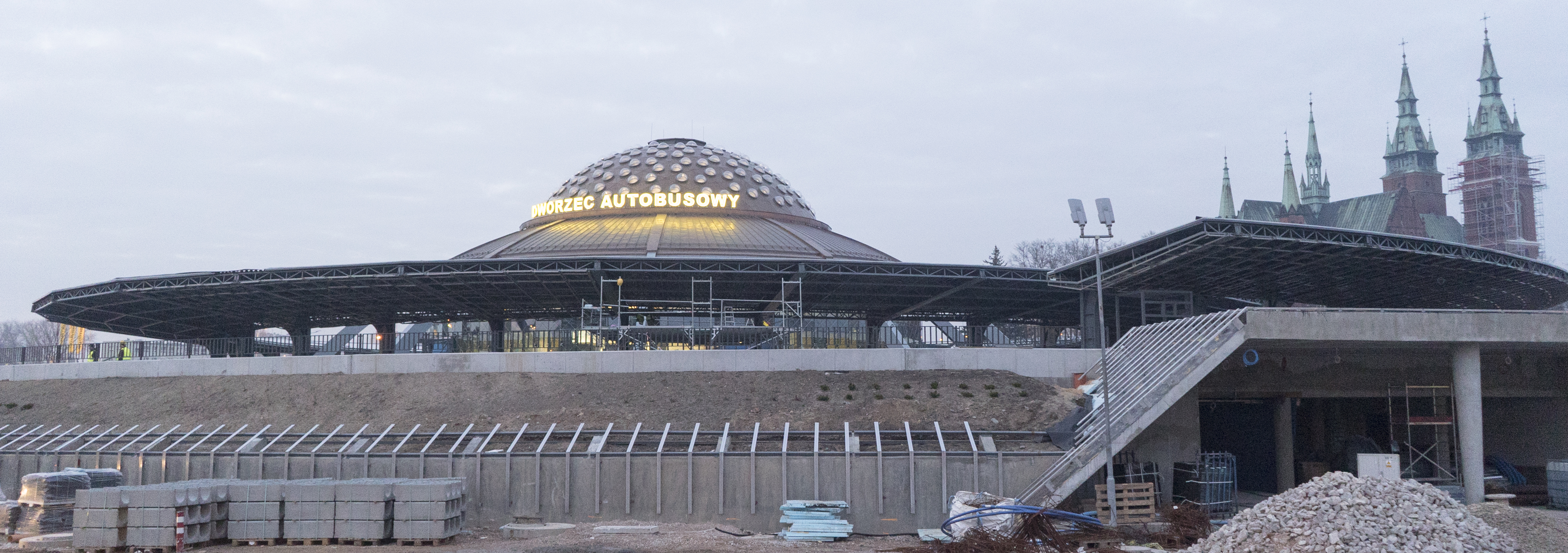
Dworzec autobusowy w Kielcach w trakcie przebudowy w 2020 roku

Historia komunikacji autokarowej w Kielcach sięga 1945, kiedy to powołano Okręgową Bazę PKS. Już w 1946 organizowane były regularne kursy do Krakowa, Warszawy, Jeleniej Góry, Cieplic oraz do ościennych miejscowości. W 1984 oddano do użytku Dworzec PKS w Kielcach, wówczas jeden z najnowocześniejszych tego typu obiektów w Europie. Jego nietypowa architektura oraz nowatorskie rozwiązania komunikacyjne kwalifikują go do grona najciekawszych atrakcji miasta. Po roku 1990 kielecki PKS został przemianowany na Przedsiębiorstwo Państwowej Komunikacji Samochodowej SA w Kielcach, od tego czasu prowadzi regularną komunikację pasażerską dalekobieżną i międzynarodową. W listopadzie 2010 roku Ministerstwo Skarbu Państwa podjęło decyzję o postawieniu spółki w stan likwidacji ze względu na złą kondycję finansową. Obecnie Dworzec należy do gminy Kielce. Władze miasta rozpoczęły gruntowną rewitalizację obiektu, która trwać miała dwa lata (2018). Miejsce to stało się centrum komunikacyjnym Kielc. Dworzec otwarto ostatecznie pod koniec sierpnia 2020 roku, natomiast 1 września tegoż roku przyjechały pierwsze busy.

### Przewoźnicy prywatni
W Kielcach intensywnie rozwijają się indywidualne usługi przewozowe. Usługi taksówkarskie oferuje 12 korporacji. Kursy dalekobieżne obsługiwane są przez minibusy należące w większości do Świętokrzyskiego Zrzeszenia Transportu Prywatnego. Przedsiębiorstwo dysponuje dworcem busowym zlokalizowanym przy ul. Żelaznej 18.

### Rower Miejski

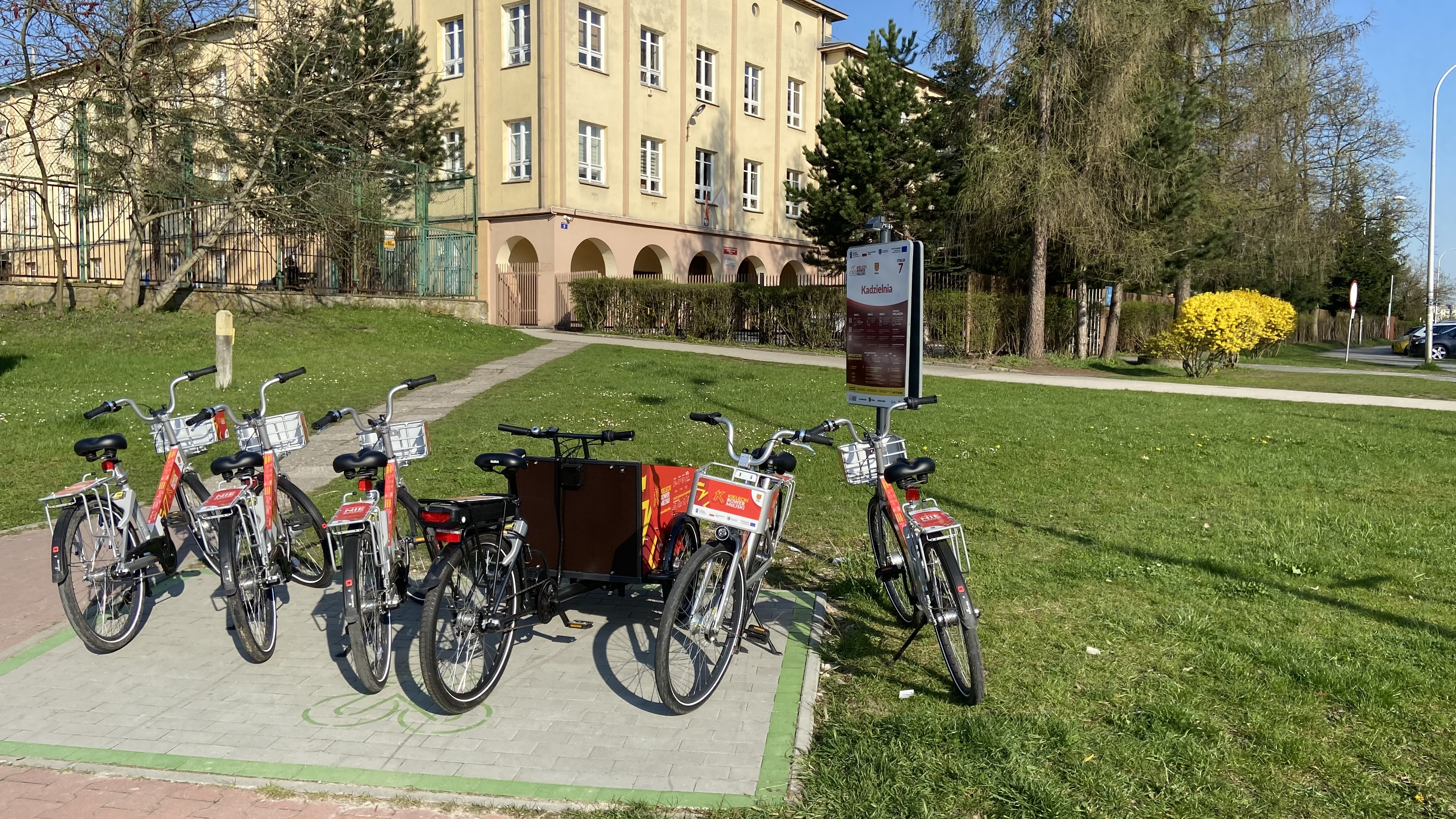
Widok na stację rowerów "Kadzielnia", w tle VI LO w Kielcach

Kielecki Rower Miejski ruszył po raz pierwszy 18 października 2022 roku. Do dyspozycji oddano wówczas 250 rowerów (w tym 210 tradycyjnych, 5 tandemów, 25 rowerów elektrycznych oraz 10 rowerów elektrycznych cargo) rozmieszczonych na 59 stacjach.

## Oświata i nauka
Kielce są ośrodkiem naukowym w którym znajduje się dziesięć szkół wyższych:
- Uniwersytet Jana Kochanowskiego,
- Politechnika Świętokrzyska,
- Świętokrzyska Szkoła Wyższa,
- Wszechnica Świętokrzyska,
- Wyższa Szkoła Administracji Publicznej,
- Wyższa Szkoła Ekonomii Prawa i Nauk Medycznych im. prof. Edwarda Lipińskiego
- Wyższa Szkoła Technik Komputerowych i Telekomunikacji,
- Wyższe Seminarium Duchowne w Kielcach,
- Staropolska Szkoła Wyższa,
- Społeczna Akademia Nauk.

Ponadto, w Kielcach znajduje się 16 publicznych szkół ponadpodstawowych i 28 podstawowych, a także wiele prywatnych placówek oświatowych.

## Kultura

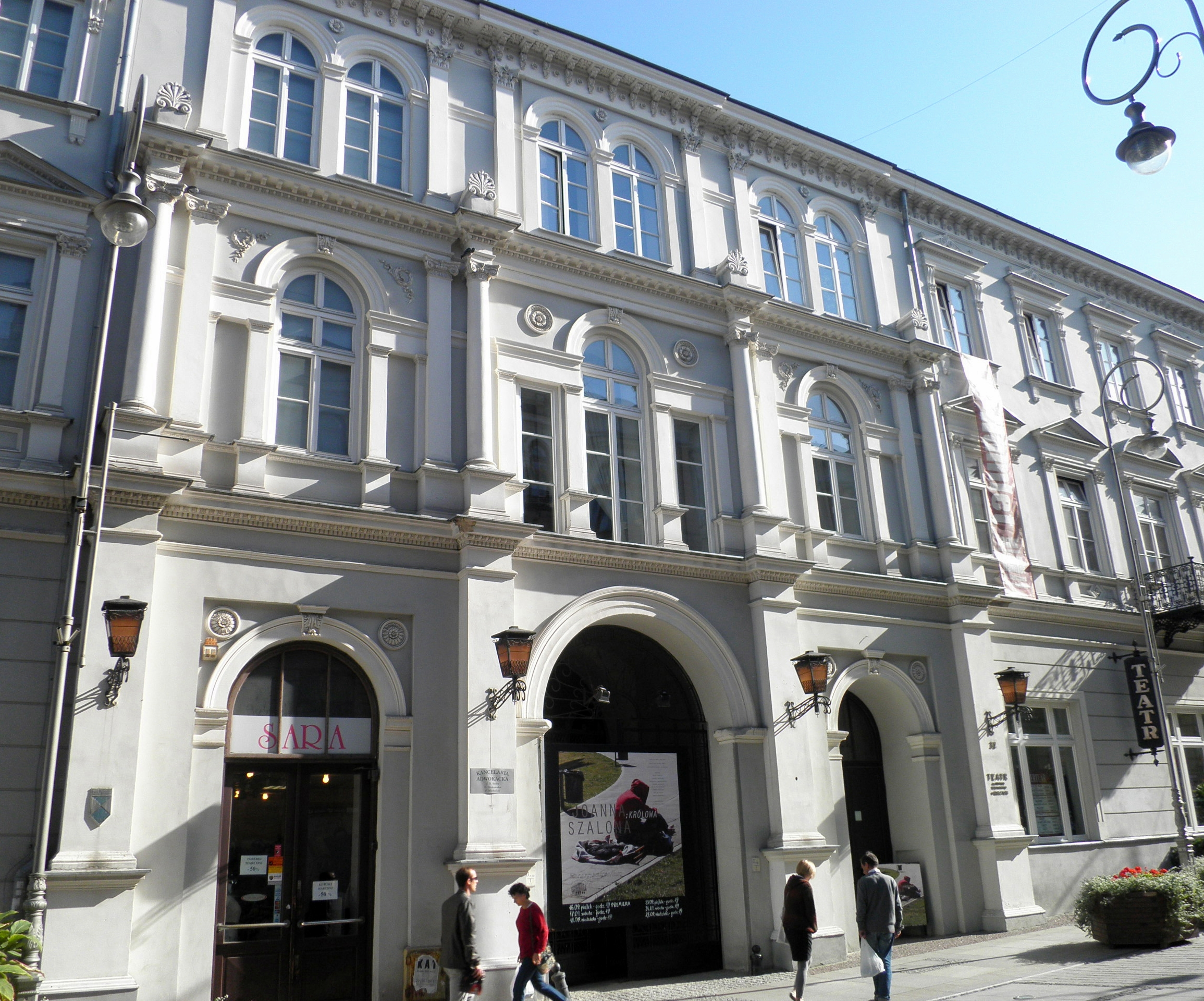
Teatr Żeromskiego przed przebudową

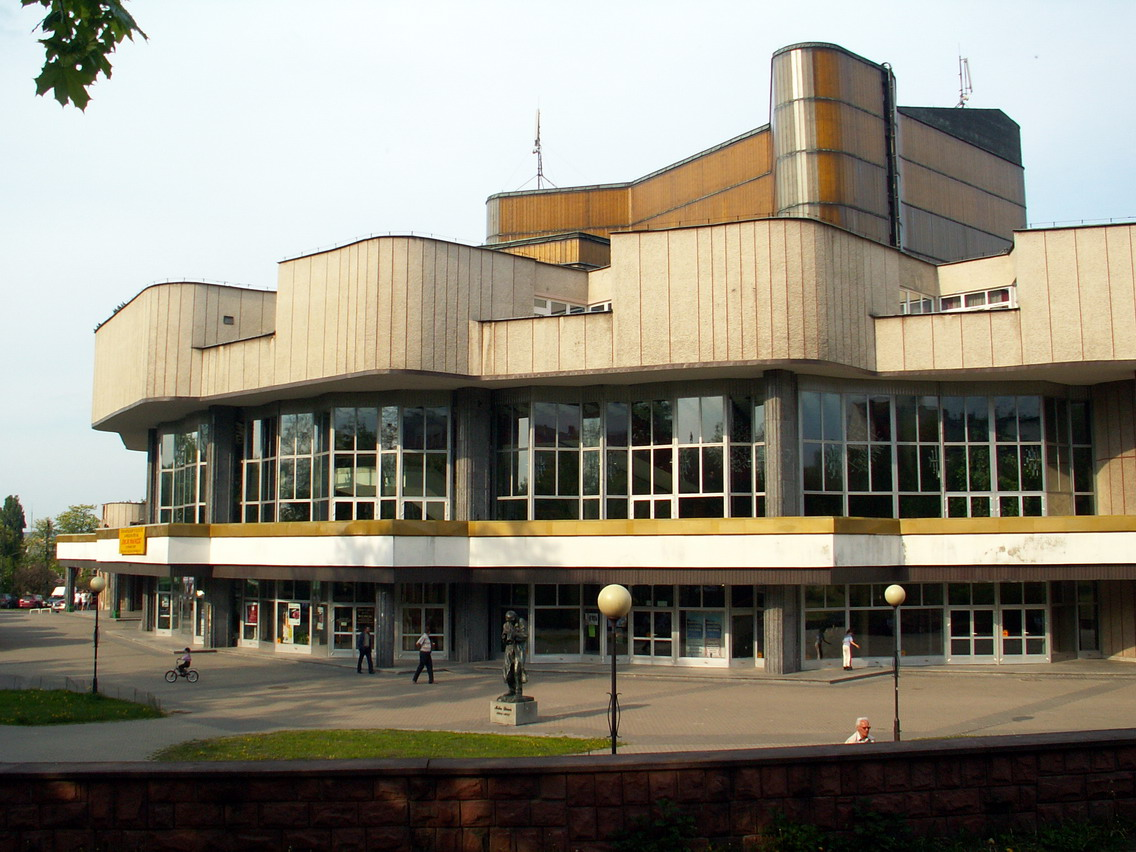
Kieleckie Centrum Kultury

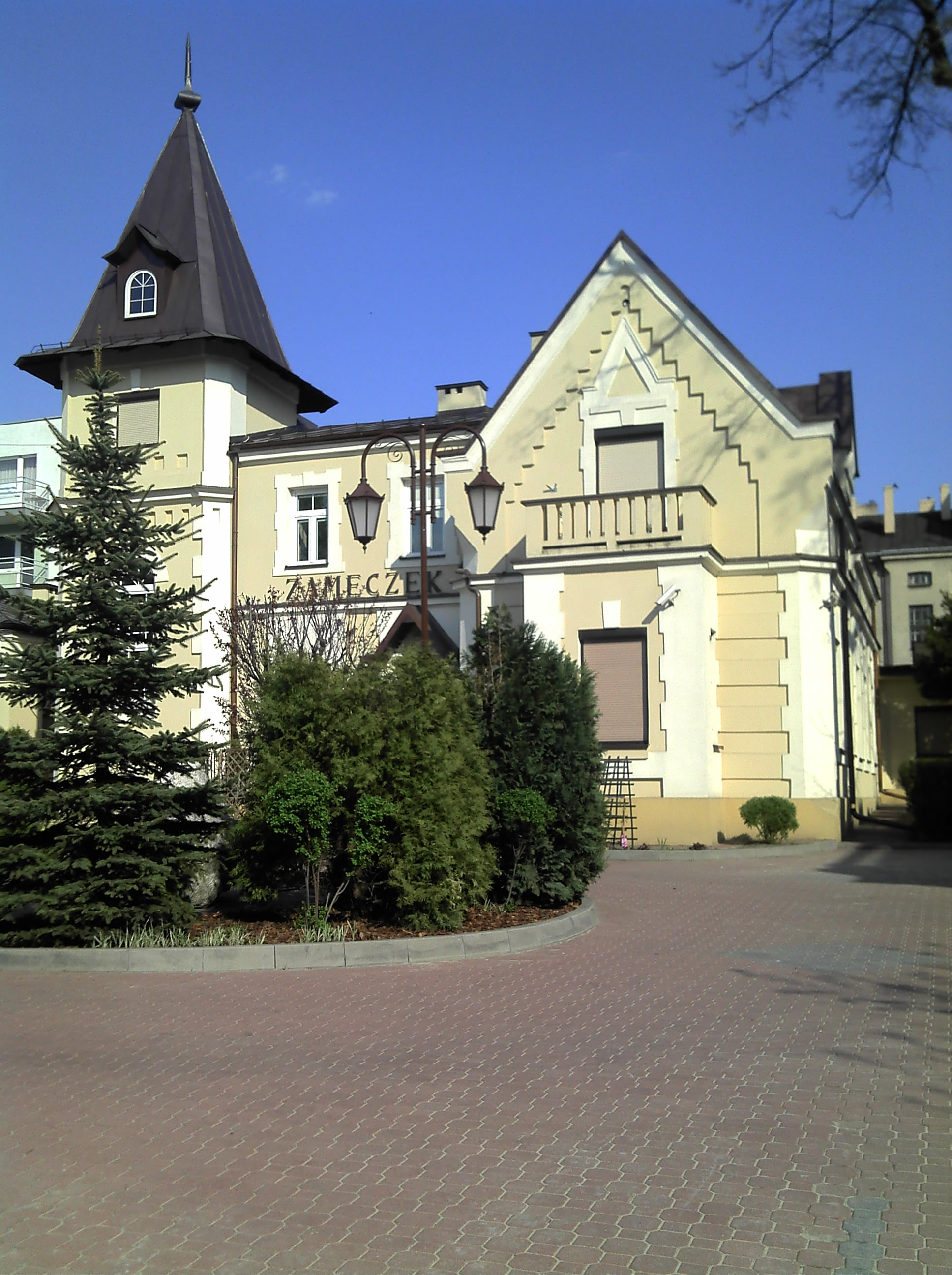
Dom kultury „Zameczek”

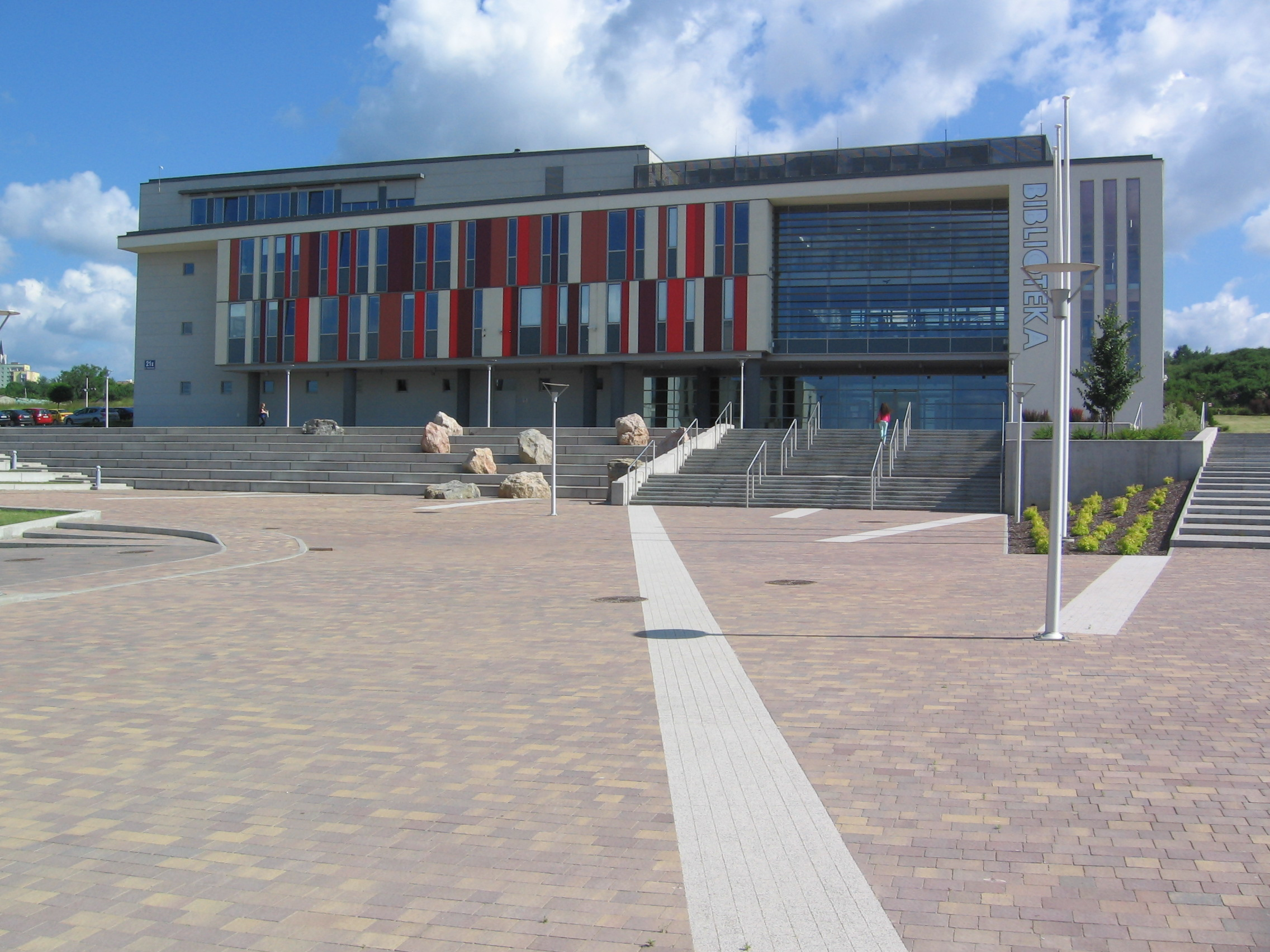
Biblioteka Uniwersytecka w Kielcach

Kielce są zdecydowanie centrum kulturalnym regionu, to tutaj odbywa się większość koncertów i imprez kulturalnych.

### Festiwale
Cykliczne wydarzenia kulturalne, odbywające się na terenie Kielc.
- Festiwale muzyczne
  - Harcerski Festiwal Kultury Młodzieży Szkolnej „Kielce”
  - Anima Mundi – Międzynarodowy Festiwal Muzyki Organowej i Sakralnej
  - Hasarapasa – festiwal muzyki i sztuki alternatywnej
  - Memorial to Miles – festiwal muzyki jazzowej
  - Świętokrzyskie Dni Muzyki
  - Firmament – festiwal muzyki elektronicznej
- Festiwale filmowe i teatralne
  - NURT
  - Plebiscyt publiczności 'O Dziką Różę'
- inne
  - Kielecki Festiwal Tańca
  - OFF Fashion
  - Sabat Czarownic

### Instytucje kulturalne działające na terenie Kielc
- Kina
  - Helios, znajdujące się w budynku Galerii Echo, zbudowanej pod koniec listopada 2002 u zbiegu ulicy Świętokrzyskiej i alei Solidarności. Składa się z 7 sal kinowych liczących łącznie 1446 miejsc[95];
  - Moskwa, przy ulicy Staszica, liczące 396 miejsc[96];
  - Studyjne, w budynku kina Moskwa, liczące 55 miejsc[96];
  - Kino Fenomen (w latach 2008-2013 Kino WDK[97]), w budynku Wojewódzkiego Domu Kultury w Kielcach, liczące 500 miejsc[98];
  - Multikino w Galerii Korona Kielce znajdujące się przy ulicy Warszawskiej składa się z 9 sal i 1471 miejsc[99].
- Teatry[100]
  - Teatr im. Stefana Żeromskiego, istnieje od 1945, zlokalizowany jest w zabytkowej kamienicy z drugiej połowy XIX w., dawnej siedzibie Hotelu Polskiego (na czas remontu, trwającego od lutego 2021 roku do sierpnia 2024 roku tymczasowo zlokalizowany w Wojewódzkim Domu Kultury[101][102][103]). Odbywa się tu kilka premier rocznie, każdy sezon kończy się plebiscytem o „Dziką Różę”.
    - Teatr Lalki i Aktora „Kubuś”, utworzony w 1955, od końca sierpnia 2024 w nowej siedzibie na Wzgórzu Zamkowym[104].
    - Kielecki Teatr Tańca, założony w 1995 przez Elżbietę Szlufik-Pańtak[105].
    - Teatr Ecce Homo – kielecki teatr poruszający się głównie w formule performance.
    - Teatr S.T.R.E.F.A – kielecki teatr offowy, powstały 21 marca 2008 roku z inicjatywy Łukasza Piotra Strzelczyka, Daniela Karpety oraz pasjonatów teatru, jako niezależny alternatywny teatr.
    - Teatr Panika przy IV LO założony w 1997, występujący m.in. na deskach Teatru im. Stefana Żeromskiego, jest kontynuatorem Teatru bez Kurtyny działającego przy Sawickiej w latach 80. XX wieku.
    - Teatr „PEGAZ”, działa od 1997 roku w Kieleckim Centrum Kultury. Założycielem, reżyserem i autorem wszystkich sztuk wystawianych na deskach Małej Sceny KCK jest Andrzej Skorupski.
- Filharmonia
  - Filharmonia Świętokrzyska im. Oskara Kolberga, o tradycjach sięgających lat 20. XX w., z siedzibą w nowym budynku przy ul. Żeromskiego[106].
- Chóry
  - Chór Kameralny Fermata
  - Chór Akademicki Politechniki Świętokrzyskiej
  - Chór Instytutu Edukacji Muzycznej Akademii Świętokrzyskiej w Kielcach
  - Chór II Liceum Ogólnokształcące im. Jana Śniadeckiego w Kielcach
- Centra kultury
  - Kieleckie Centrum Kultury, działające od 1992, mieszczące się w budynku zbudowanym na wzór Teatru Muzycznego w Gdyni
  - Wojewódzki Dom Kultury, mieszczący się w gmachu wzniesiony w 1935 jako Dom Przysposobienia Wojskowego i Wychowania Fizycznego im. J. Piłsudskiego
  - Młodzieżowy Dom Kultury w Kielcach, ul. Kozia
  - Dom Kultury „Zameczek”, ul. Słowackiego
  - Ośrodek kultury „Ziemowit” (filia DK Zameczek)
  - Ośrodek kultury „Białogon” (filia DK Zameczek)
  - Dom Środowisk Twórczych, mieszczący się w zabytkowym Pałacyku Tomasza Zielińskiego, ul. Zamkowa
  - „Baza Zbożowa”, galeria młodych artystów, ul. Zbożowa
  - Wojewódzka Biblioteka Publiczna w Kielcach im. Witolda Gombrowicza, posiadająca cenny zbiór starodruków oraz liczący niemal 550 tys. tomów księgozbiór
  - Miejska Biblioteka Publiczna w Kielcach
  - Studenckie Centrum Kultury Politechniki Świętokrzyskiej

### Muzea
- Muzeum Narodowe w Kielcach – mieści się w pałacu biskupim. Zgromadzono tu cenne XVII- i XVIII-wieczne obrazy, meble, gobeliny nadające wnętrzom charakter zbliżony do dawnej siedziby magnackiej.
  - Muzeum Stefana Żeromskiego – znajdujące się w budynku dawnego gimnazjum, w którym nauki pobierali m.in. Stefan Żeromski, Bolesław Prus, Józef Kenig, Adolf Dygasiński, Gustaw Herling-Grudziński, Wiesław Jażdżyński oraz Józef Ozga-Michalski. Muzeum gromadzi liczne eksponaty szkolne z drugiej połowy XIX w.
- Muzeum Geologiczne – świętokrzyski oddział Państwowego Instytutu Geologicznego. Znajduje się tu bogata kolekcja skał i minerałów charakterystycznych dla Gór Świętokrzyskich.
- Muzeum Zabawek i Zabawy – posiada kolekcję zabawek historycznych i współczesnych z całego świata.
- Muzeum Wsi Kieleckiej – mieści się w zabytkowym Dworze Laszczyków. Prezentowane są tu głównie wystawy czasowe. Należący do muzeum park etnograficzny (skansen) znajduje się w pobliskiej miejscowości Tokarnia.
- Muzeum Pamięci Narodowej – budynek mieszczący muzeum służył w latach 1939–1956 jako więzienie. Podczas wojny znajdował się tu obóz przejściowy dla polskich jeńców wojennych. Po wkroczeniu wojsk sowieckich osadzani byli tu Polacy zsyłani później w głąb ZSRR. Do 1956 gmachem zarządzał UB.
- Skarbiec Katedralny – znajduje się na zakrystii bazyliki katedralnej. Zgromadzono tu cenne dzieła sztuki sakralnej, m.in. rękopisy z XIV–XVI w., naczynia i szaty liturgiczne, inkunabuły oraz starodruki.
- Muzeum Diecezjalne – nowo powstałe Muzeum Diecezji Kieleckiej znajdujące się na tyłach gmachu kurii prezentuje szeroką kolekcję przedmiotów sakralnych, w tym cennych obrazów czy monstrancji.
- Muzeum Historii Kielc – mieści się w zabytkowej kamienicy przy ul. św. Leonarda w ścisłym centrum miasta. Prezentuje dzieje Kielc na przestrzeni wieków.
- Muzeum Laurensa Hammonda – unikalna w Europie kolekcja organów Hammonda[107]
- Centrum Geoedukacji – obiekt geoturystyczny – placówka edukacyjno-ekspozycyjna będąca częścią Geoparku Kielce. Znajduje się w granicach rezerwatu Wietrznia prezentuje przeszłość geologiczną Kielc, a szczególnie czasy okresu dewońskiego, kiedy na terenie obecnych Kielc znajdowało się ciepłe morze.
- Ośrodek Myśli Patriotycznej i Obywatelskiej – placówka muzealno-edukacyjna z siedzibą w Kielcach[108]

### Media

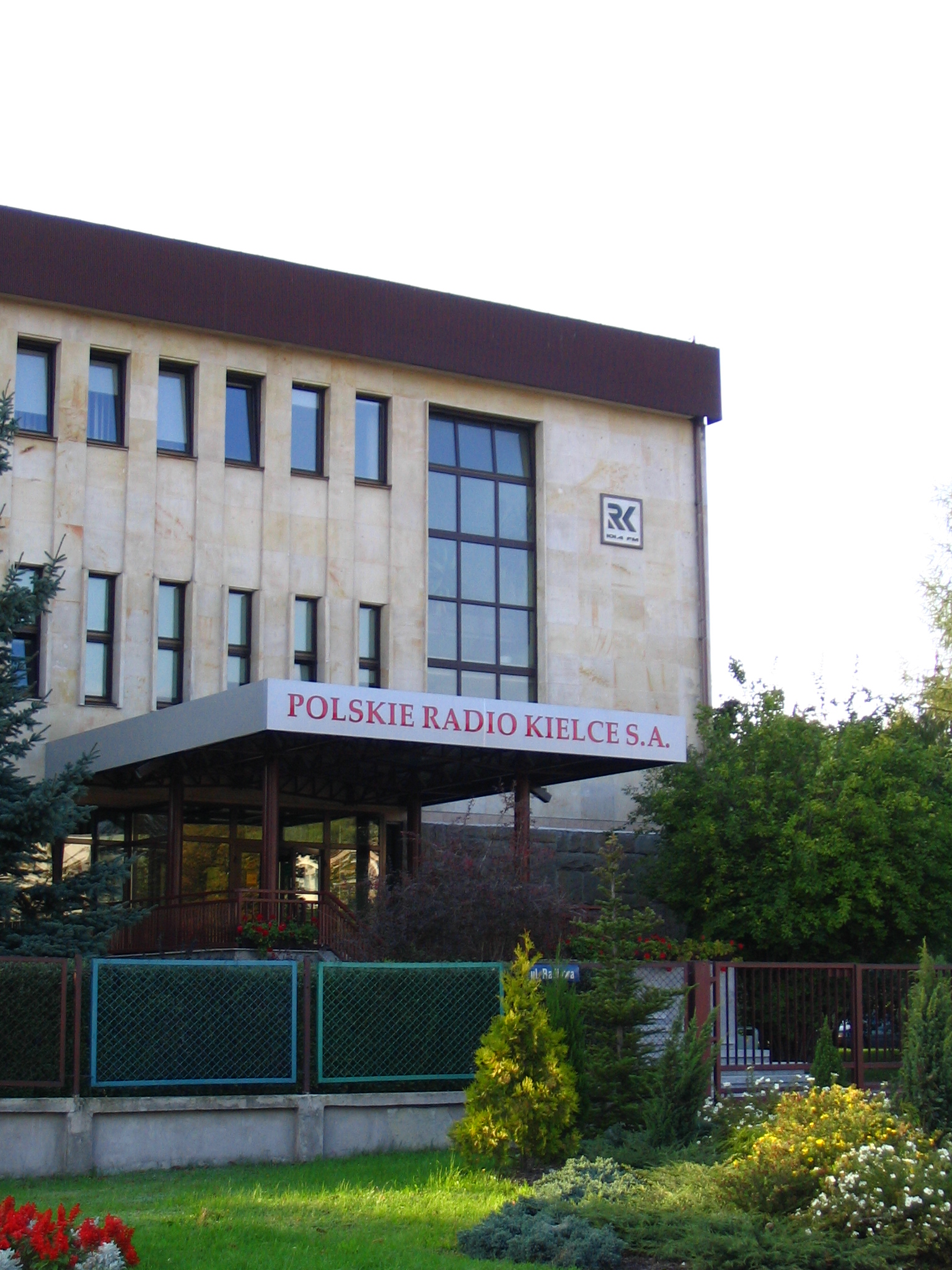
Siedziba Radia Kielce

Historia kieleckich mediów sięga 1870 roku, kiedy to w trudnych czasach przepełnionych carskimi represjami wyszedł pierwszy numer Gazety Kieleckiej, ukazującej się dwa razy w tygodniu w środy i w soboty (wersja zdigitalizowana dostępna w Wojewódzkiej Bibliotece Publicznej). W tym samym roku działalność rozpoczęli redaktorzy periodyku Pamiętnik kielecki, zawierającego artykuły o tematyce historyczno-krajoznawczej. Po II wojnie światowej wydawano dzienniki: „Słowo Ludu” (od 27 września 1949) oraz „Echo Dnia” (od 1971).
Historia radiofonii w Kielcach sięga początków lat 50. XX wieku. Wówczas to, 2 października 1952, Radio Kielce nadało swoją pierwszą audycję za pomocą sieci radiowęzłowej rozmieszczonych w całym mieście. Stacja zyskała swój pierwszy nadajnik radiowy w 1957 roku, na terenie ówczesnej siedziby radia przy ul. Świerczewskiego (dziś Jana Pawła II). Sygnał nadawany był na częstotliwości 1484 kHz, zaś jego zasięg wynosił około 20 km wokół miasta. Pierwsza prywatna stacja radiowa w mieście – Radio Fama – rozpoczęło nadawanie 17 września 1995 r.
Pierwszą prywatną telewizją w Polsce była Telewizja Kablowa Kielce, która powstała w 1991 r. Jej dziennikarze przygotowywali programy informacyjne między innymi dla Polsatu. Ostatnim dyrektorem TKK był Władysław Burzawa.
1 stycznia 2005 r., po wielu latach starań, uruchomiono samodzielny oddział Telewizji Polskiej – TVP3 Kielce z siedzibą w Kieleckim Centrum Kultury. W 2020 roku została podpisana umowa pomiędzy TVP a konsorcjum PBO Śląsk na budowę świętokrzyskiego oddziału TVP przy ulicy Ściegiennego 2. Budynek oddano w ręce redakcji 8 kwietnia 2024 roku. Oprócz tego w mieście działa Nowa TV Kielce dostępna w sieci telewizji kablowej Vectra, oraz utworzona w 2007 roku z inicjatywy władz miasta Internetowa Telewizja Kielce.
| prasa lokalna - dzienniki - Echo Dnia - Gazeta Wyborcza – lokalne wydanie - kulturalne - Dedal, Nasza Baba Jaga - Wici.Info - bezpłatne - Kielce Plus - Teraz Kielce - Extra Kielce - Magazyn Impuls - Kielce24 | rozgłośnie radiowe - Polskie Radio 24 (87,6 MHz) - Polskie Radio Kielce (90,4 MHz; 101,4 MHz) - Radio Fama (90,9 MHz) - Muzo.fm (92,9 MHz) - Radio Vox FM (95,5 MHz) - Radio Rekord Świętokrzyskie (100,8 MHz) - Radio eM Kielce (107,9 MHz) - Radio Eska2 (104,6 MHz) - Radio Eska Kielce (103,3 MHz) - Meloradio (103,9 MHz) - RMF Maxx Kielce (98 MHz; 106,5 MHz) - Twoje Radio Kielce (1485 kHz AM) | lokalne stacje telewizyjne - TVP3 Kielce - Internetowa Telewizja Kielce - Telewizja Świętokrzyska historyczne media - Gazeta Kielecka - Pamiętnik kielecki - Przegląd Lokalny Famka - Telegraf24 - Słowo Ludu - Radio Tak FM - Radio SuperNova - Radio Wawa - Radio Planeta Kielce 103,9 MHz - Radio Zet Gold Kielce 103,9 MHz - Radio Plus Kielce 107,9 MHz - Radio PiN Kielce 92,9 MHz - „Metro” - Nowa TV Kielce |

### Kielce w dziełach kultury
W Syzyfowych pracach Stefana Żeromskiego jedna z miejscowości, Kleryków, jest stworzona na wzór ówczesnych Kielc.

## Polityka

### Władze miasta
Po przemianach ustrojowych prezydenta Kielc wybierała Rada Miasta. Zmieniło się to wraz z wyborami samorządowymi w 2002 roku, kiedy to po raz pierwszy w III RP prezydent został wybrany w wyborach bezpośrednich. Prezydentem został Wojciech Lubawski, który uzyskiwał reelekcję w 2006, 2010 i 2014 roku. 4 listopada 2018 roku, w drugiej turze wyborów samorządowych, prezydentem został wybrany Bogdan Wenta. 27 kwietnia 2024 roku, również po drugiej turze, wybrana na prezydenta została Agata Wojda.
W Radzie Miasta Kielce zasiada 25 radnych wybieranych co 5 lat (do 2018 roku co 4 lata). Są oni wybierani w 5 okręgach wyborczych, z których wybiera się po 5 radnych:
- okręg 1 (śródmiejski);
- okręg 2 (północno-zachodni);
- okręg 3 (północny);
- okręg 4 (wschodni);
- okręg 5 (południowo-zachodni).

Przy Radzie Miasta działa 8 komisji oraz powołana w 2016 roku Młodzieżowa Rada Miasta Kielce.

### Okręgi wyborcze w wyborach do parlamentu RP i Parlamentu Europejskiego
Mieszkańcy miasta wybierają posłów z okręgu nr 33 (obejmującego całe województwo świętokrzyskie), a senatora z okręgu nr 83 (wraz z powiatem kieleckim). Ponadto, Kielce są siedzibą Okręgowej Komisji Wyborczej, pod którą podlegają okręgi 81 i 82 w wyborach do senatu.
Posłów do Parlamentu Europejskiego mieszkańcy Kielc wybierają z okręgu wyborczego nr 10, który obejmuje województwa świętokrzyskie i małopolskie.

### Referendum z 2016 roku
Dzięki inicjatywie „Kieleckiego Komitetu Referendalnego”, 12 czerwca 2016 roku zorganizowano „Referendum w sprawie odwołania prezydenta miasta Kielce Wojciecha Lubawskiego”. Zorganizował je Arkadiusz Stawicki, przedstawiając m.in. listę ponad 150 zarzutów wobec działań ówczesnego prezydenta. Niezgadzający się z nimi Lubawski, odwołał się do sądu, ten jednak przyznał rację Stawickiemu.
Frekwencja wynosiła ok. 20%, natomiast by referendum było wiążące potrzebne było 25%, czyli 39 371 osób. Pomimo nieważności referendum, poparcie dla Wojciecha Lubawskiego spadło od tamtego momentu o ok. 10–15 p.p., utrzymując się na poziomie 30–35% w sondażach. Potwierdziły to również wyniki wyborów samorządowych z 2018 roku, w których przegrał walkę o V kadencję z Bogdanem Wentą.

### Wyróżnienia
W 2015 Kielce zostały wyróżnione Odznaką Honorową za Zasługi dla Rozwoju Gospodarki Rzeczypospolitej Polskiej.

## Sport

### Kluby sportowe
W mieście funkcjonuje 89 zarejestrowanych klubów i stowarzyszeń sportowych. Do najbardziej znanych kieleckich klubów sportowych należą:
- Błękitni Kielce – nieistniejący klub sportowy, z którego wywodziło się wielu medalistów mistrzostw Polski w boksie;
- Budowlani Kielce – nieistniejący klub sportowy, z sekcji lekkoatletycznej wywodziło się wielu medalistów mistrzostw Polski;
- Klub Sportowy „Tęcza – Społem” w Kielcach – najstarszy wielosekcyjny klub sportowy, mający wielu medalistów oraz wicemistrzów i mistrzów Polski, Europy i świata;
- UMKS Kielce – zespół koszykówki, awans do pierwszej ligi w sezonie 2011/2012;
- Buskowianka Kielce – nieistniejący zespół piłki siatkowej mężczyzn, powstały na licencji i po wycofaniu się z rozgrywek Farta Kielce w sezonie 2012/2013, który awansował do PlusLigi w sezonie 2009/2010;
- Kielecki Klub Karate Kyokushin – jeden z największych klubów karate kyokushin w Polsce;
- Korona Kielce – zespół piłki nożnej, awans męskiej drużyny do Ekstraklasy w sezonach 2004/2005, 2008/2009 oraz 2021/2022, finalista Pucharu Polski w sezonie 2006/2007;
- Korona-Swim Kielce – Miejski Uczniowski Klub Pływacki;
- Fortis Bilard Kielce (d. Nosan Kielce) – zespół bilardowy, wielokrotny medalista drużynowych mistrzostw Polski[124][125];
- Industria Kielce – zespół piłki ręcznej, 20-krotny mistrz Polski[126], 18-krotny zdobywca pucharu Polski[126] oraz wielokrotny uczestnik Ligi Mistrzów (3. miejsce w sezonach 2012/2013 i 2014/2015, 2. miejsce w sezonach 2021/2022[127] i 2022/2023[128], 1. miejsce w sezonie 2015/2016);
- Korona Handball – zespół piłki ręcznej kobiet;
- Towarzystwo Sportowe Akwedukt Kielce – klub triathlonowy, mający wielu medalistów mistrzostw polski i reprezentantów na zawodach międzynarodowych;
- Stella Kielce – klub łuczniczy odnoszące wiele sukcesów na mistrzostwach Polski, oraz posiadający zawodników w ścisłej kadrze narodowej[129];
- Czarnovia Kielce – klub piłkarski wycofany w trakcie sezonu 2023/2024 z rozgrywek klasy B[130];
- Orlęta Kielce – klub piłkarski założony w 1950 roku grający w sezonie 2024/2025 w IV lidze, gr. świętokrzyskiej[131][132][133];
- Polonia Białogon – klub piłkarski mający siedzibę w kieleckim Białogonie, który w sezonie 2024/2025 występuje w klasie A, gr. Kielce I[134];
- Jokers Kielce – klub futbolu amerykańskiego;
- TTcup.com Polonia Kielce – klub tenisa stołowego, który w sezonie 2024/2025 awansował do Superligi[135].
- UMKS Żak Kielce – klub judo, który ma wielu medalistów mistrzostw Polski juniorów i seniorów. W 2015 zdobył drużynowe wicemistrzostwo Polski seniorów;
- Świętokrzyski Klub Alpinistyczny – klub wspinaczki sportowej i wysokogórskiej[136].

Ponadto, sekcje sportowe posiadają również Uniwersytet Jana Kochanowskiego i Politechnika Świętokrzyska.

### Obiekty sportowe
Do dyspozycji mieszkańców udostępniona jest bogata baza sportowa, na którą składa się m.in.:
- Stadion Miejski w Kielcach przy ul. Ściegiennego z pojemnością 15 700 miejsc wraz z kompleksem boisk treningowych;
- Stadion Korony Kielce przy ul. Szczepaniaka z pojemnością 5000 miejsc;
- Hala Legionów z widownią na 4200 miejsc;
- Hala przy ul. Krakowskiej;
- Hala widowiskowo-sportowa przy ul. Żytniej;
- hale sportowe m.in. przy I LO[139], VI LO[140] i X LO[141];
- Stadion Lekkoatletyczny przy ul. Bocznej 15;
- Stadion Międzyszkolny przy ul. Prostej[142];
- kompleks sportowy przy Politechniki Świętokrzyskiej[143];
- kompleks boisk i hala sportowa przy ul. Warszawskiej;
- 5 krytych pływalni oraz odkryty kompleks basenów przy ul. Szczecińskiej[144];
- stok narciarski na Telegrafie[145];
- stok narciarski na Pierścienicy[146].

Dodatkowo, w miejscowości Miedziana Góra, 12 km od centrum miasta, znajduje się Tor wyścigowy Kielce, będący jednym z 2 tego typu obiektów w Polsce.

## Wspólnoty wyznaniowe

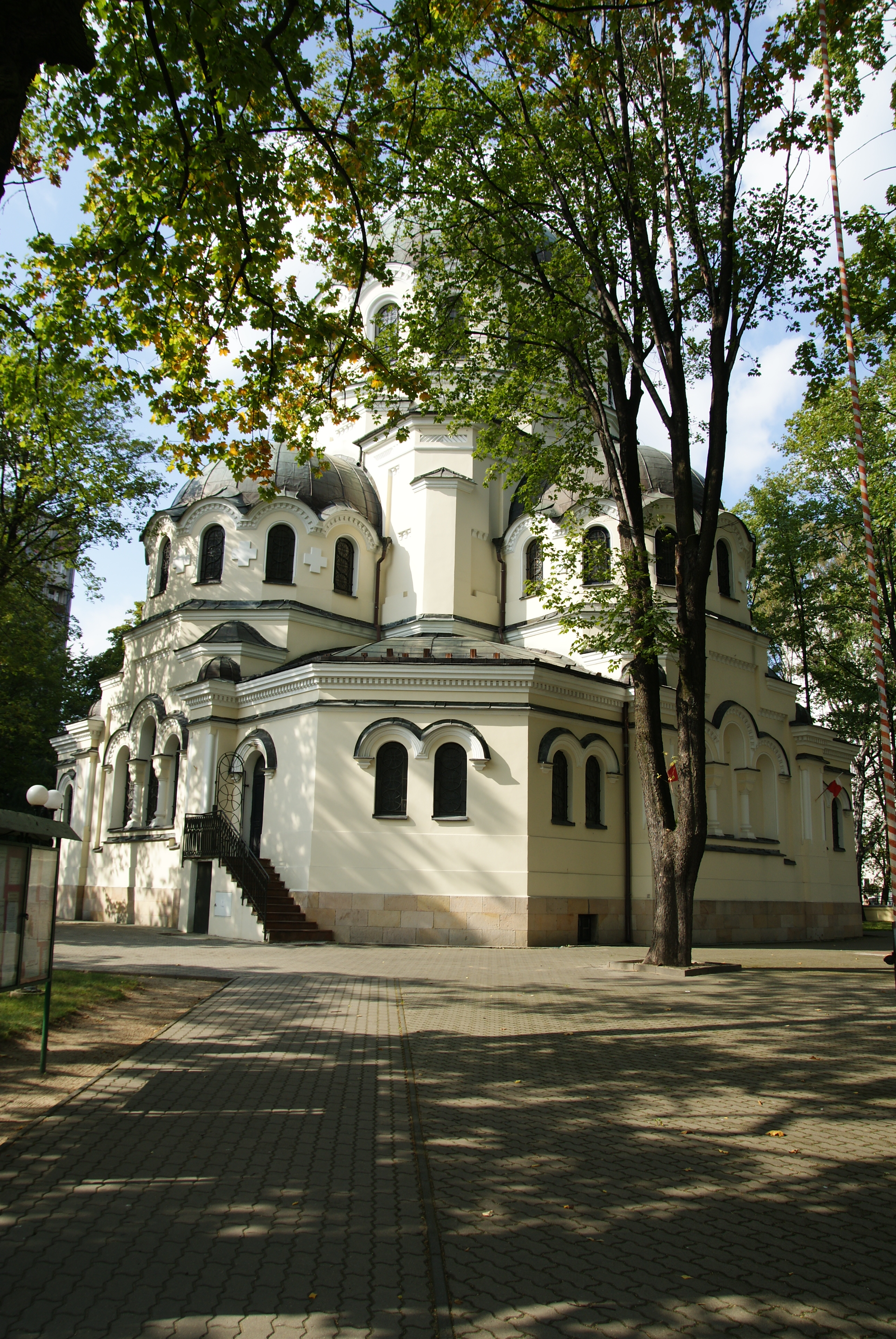
Kościół NMP Królowej Polski (garnizonowy) dawna cerkiew (1902–1904)

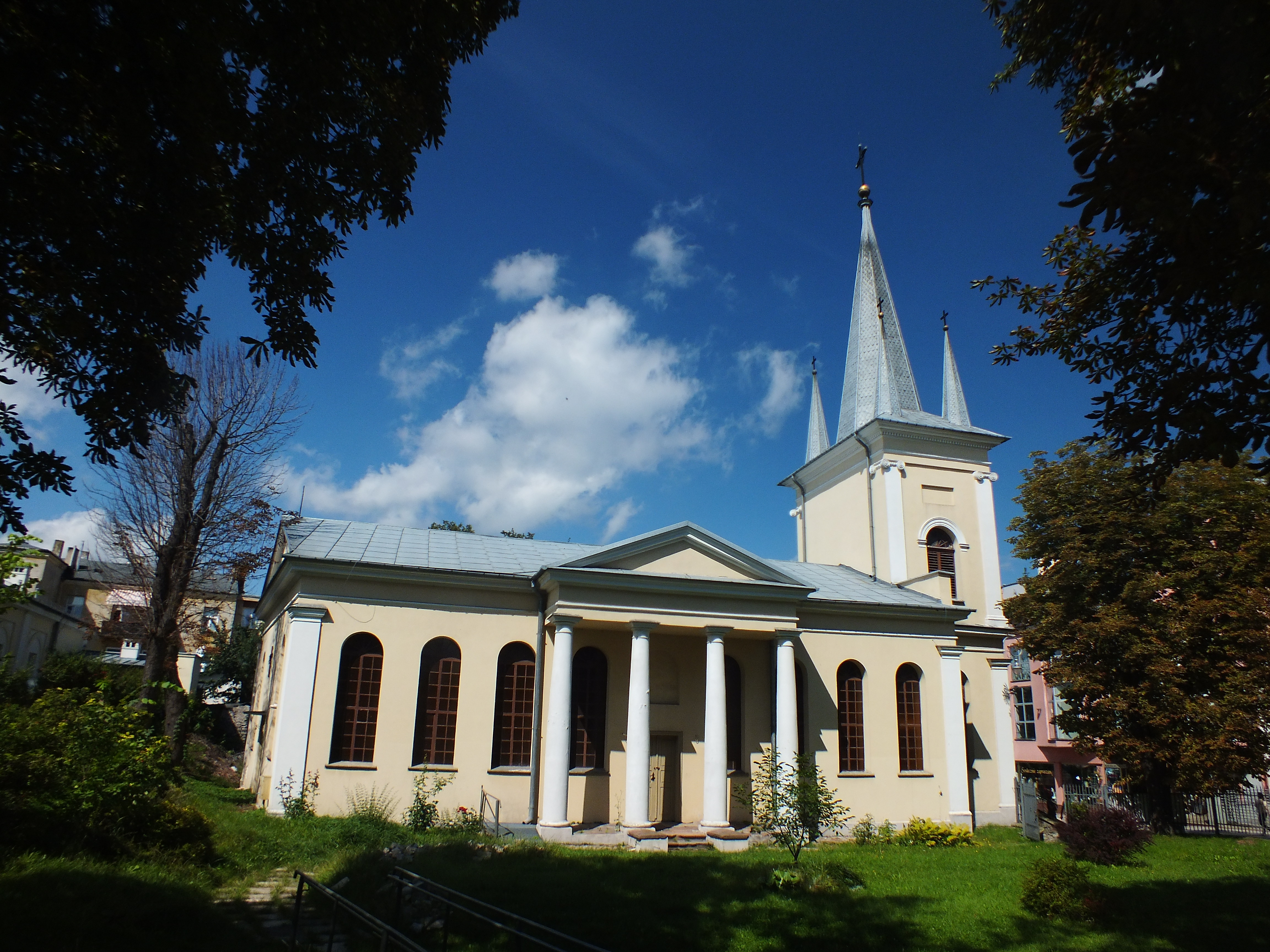
Kościół ewangelicko-augsburski Świętej Trójcy

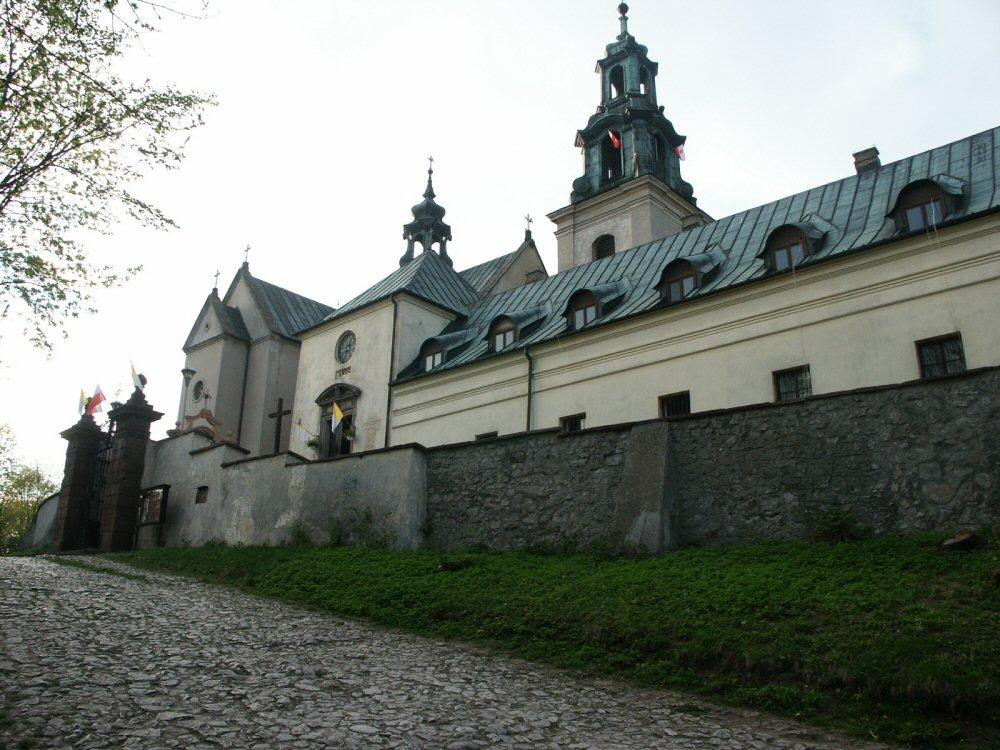
Kościół pw. św. Karola Boromeusza i klasztor palotynów na Karczówce

Na terenie miasta działalność prowadzą następujące kościoły i związki wyznaniowe:
| Kościoły katolickie - Kościół rzymskokatolicki: - parafia Wniebowzięcia NMP - parafia Najświętszej Marii Panny Królowej Polski - parafia św. Franciszka z Asyżu - parafia św. Maksymiliana Marii Kolbego - parafia św. Pawła Apostoła - parafia Świętego Krzyża - parafia Przemienienia Pańskiego - parafia św. Teresy od Dzieciątka Jezus - parafia św. Józefa Robotnika - parafia św. Stanisława Biskupa Męczennika - parafia Chrystusa Króla - parafia Ducha Świętego - parafia św. Jana Chrzciciela - parafia św. Jadwigi Królowej - parafia Matki Boskiej Częstochowskiej - parafia NMP Matki Kościoła - parafia św. Wojciecha - parafia bł. Jerzego Matulewicza - parafia Miłosierdzia Bożego - Bractwo Kapłańskie Świętego Piusa X – misja w Kielcach - Kościół greckokatolicki: - parafia Zesłania Ducha Świętego - Kościół Polskokatolicki: - parafia Świętych Apostołów Piotra i Pawła Kościoły prawosławne - Polski Autokefaliczny Kościół Prawosławny: - parafia św. Mikołaja |  | Kościoły protestanckie - Chrześcijańska Wspólnota Ewangeliczna: - zbór w Kielcach - Kościół Adwentystów Dnia Siódmego w RP: - zbór w Kielcach - Kościół Boży w Polsce: - Kościół Boży w Kielcach - Kościół Chrześcijan Baptystów w RP: - zbór w Kielcach - Kościół Chrześcijan Wiary Ewangelicznej w RP: - zbór w Kielcach - Kościół Chrześcijański „Wieczernik” - Kościół Chwały: - Kościół Chwały w Kielcach - Kościół Ewangelicko-Augsburski: - filiał w Kielcach parafii ewangelicko-augsburskiej w Radomiu - Kościół Ewangelicko-Metodystyczny: - parafia „Ogród Oliwny” - Kościół Ewangelicznych Chrześcijan w RP: - zbór w Kielcach - Mesjańskie Zbory Boże (Dnia Siódmego): - punkt misyjny w Kielcach podległy zborowi w Żywcu - Zbór „Przymierze” Świadkowie Jehowy - 5 zborów (w tym grupy języka migowego oraz rosyjskojęzyczna) z Salami Królestwa na Białogonie Rodzimowiercy - Stowarzyszenie „Gontyna” Buddyzm - Buddyjski Związek Diamentowej Drogi Linii Karma Kagyu: - ośrodek w Kielcach Islam - Muzułmański Związek Religijny w RP: - sala modlitwy Muzułmańskiego Związku Religijnego w Kielcach |  |

## Osoby uhonorowane przez miasto

### Nagrody Miasta Kielce
Nagroda Miasta Kielce to prestiżowe, przyznawane corocznie (od 1995 roku) wyróżnienie dla osób, które swoją postawą, pracą i działalnością przyczyniły się do promocji i rozwoju Kielc. Laureat otrzymuje statuetkę oraz drobną nagrodę pieniężną.

### Nadzieje Kielc
Nagroda przyznawana jest uczniom i absolwentom szkół ponadgimnazjalnych danego roku szkolnego za wybitne osiągnięcia w dziedzinie nauki, kultury, sportu oraz działalności społecznej, a w szczególności:
- laureatom olimpiady przedmiotowej lub konkursu naukowego;
- laureatom ogólnopolskiego konkursu artystycznego (muzyka, sztuka, rzemiosło);
- mistrzom i wicemistrzom świata, Europy i Polski w olimpijskiej konkurencji sportowej o dobrych wynikach w nauce;
- osobom szczególnie wyróżniającym się w działalności społecznej.

### Honorowi obywatele

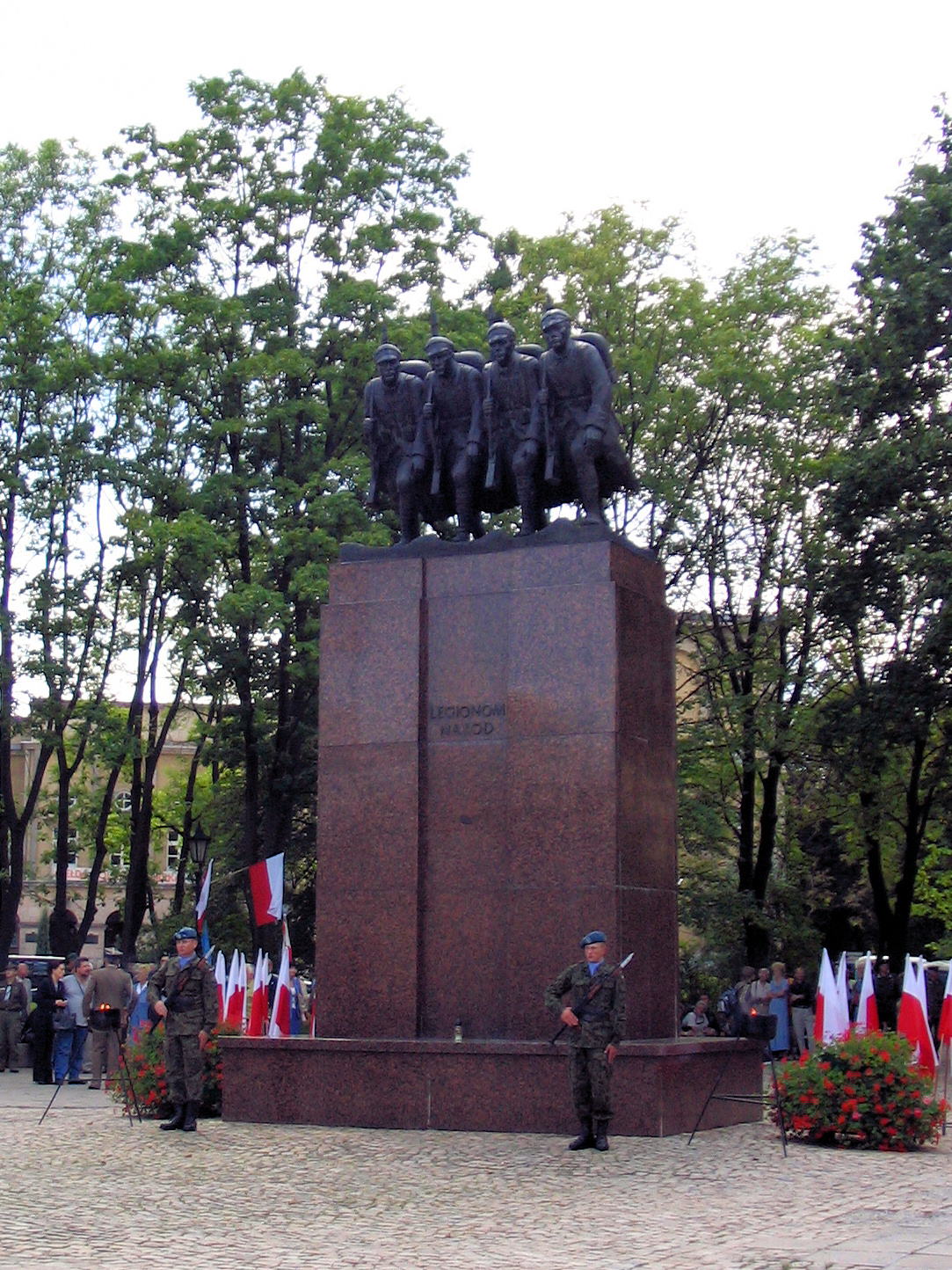
Pomnik Czynu Legionowego

Poniżej w kolejności chronologicznej wymienione są osoby, które otrzymały od miasta honorowe obywatelstwo. W przypadku Józefa Piłsudskiego obywatelstwo zostało ono odnowione w latach 90. XX wieku.
- Józef Piłsudski (20 października 1921 oraz od 11 listopada 1991 r.);
- 4 Pułk Piechoty Legionów (11 listopada 1928 r.);
- 2 Pułk Artylerii Lekkiej Legionów (11 czerwca 1933 r.);
- Józef Beck (21 listopada 1934 r.);
- Edward Śmigły-Rydz (10 lutego 1936 r.);
- Leon Pająk – uczestnik obrony Westerplatte (1983 r.);
- Gustaw Herling-Grudziński – pisarz, publicysta (9 maja 1991 r.);
- Leszek Mądzik – twórca sceny plastycznej KUL (14 maja 1998 r.);
- Aleksander Kwaśniewski – prezydent RP (23 września 1999 r.);
- Jan Paweł II (25 września 2003 r.);
- Ryszard Kaczorowski – ostatni prezydent RP na Uchodźstwie (23 lipca 2009 r.);
- Wiesław Myśliwski (30 maja 2012 r.);
- ks. biskup Kazimierz Ryczan (14 czerwca 2013 r.).

Ponadto do 2019 roku honorowe obywatelstwo posiadało 31 żołnierzy Armii Czerwonej. Wykreśleni zostali z tej listy 21 lutego 2019 roku.

## Kielce jako garnizon wojskowy
Kielce to także garnizon wojskowy o długich tradycjach, w których stacjonowało wiele jednostek organizacyjnych wojska. Obejmuje on swoim zasięgiem miasto Kielce oraz powiaty: kielecki, buski, jędrzejowski, kazimierski, pińczowski, skarżyski, starachowicki, włoszczowski oraz konecki.

## Współpraca międzynarodowa
Miasta partnerskie, z którymi Miasto Kielce współpracuje:
| Miasto            | Kraj    | Data podpisania umowy partnerskiej |
| ----------------- | ------- | ---------------------------------- |
| Orange            | Francja | 1992 r.                            |
| Winnica           | Ukraina | 10 sierpnia 1993 r.                |
| Gotha             | Niemcy  | 2 maja 1997 r.                     |
| Budapeszt, Csepel | Węgry   | 21 kwietnia 2005 r.                |
| Ramla             | Izrael  | 29 maja 2006 r.                    |
| Yuyao             | Chiny   | 25 września 2013 r.                |
| Taizhou           | Chiny   | 11 października 2016 r.            |

Ponadto Miasto Kielce współpracuje z 4 miastami projektowymi (zaprzyjaźnionymi), z którymi nie ma podpisanej umowy po partnerstwie, są nimi:
| Miasto    | Kraj    |
| --------- | ------- |
| Sandviken | Szwecja |
| Bacău     | Rumunia |
| Flensburg | Niemcy  |
| Třebíč    | Czechy  |

Od 5 października 2009 roku działa w Kielcach konsul honorowy Republiki Federalnej Niemiec. Funkcję tę pełni prezes Targów Kielce dr Andrzej Mochoń.
Od 13 listopada 2013 roku działa również konsul honorowy Republiki Finlandii. Funkcję tę pełni prezes dr Tadeusz Pęczek.
4 lutego 2022 roku ogłoszono powstanie konsulatu honorowego Węgier w Kielcach.